# Desafío 2016: Súper Humanos, Súper Regiones
Desafío 2016: Súper Humanos, Súper Regiones fue la decimotercera temporada del reality show colombiano Desafío, producido y transmitido por Caracol Televisión. Su presentadora es Margarita Rosa de Francisco, quien llega a su décima participación como presentadora en dicho reality. El premio a otorgar es un total de COL$ 600 000 000. Este reality cumple 13 años de transmisión. 
La premisa del concurso consistió en que 42 participantes competirán divididos 6 equipos: Costeños, Santandereanos, Cafeteros, Antioqueños, Vallecaucanos y Cachacos. También contaron con la ayuda de las entrenadoras Marcela Barajas y Tata Gnecco, durante gran parte del programa.
Desarrollado en Trinidad y Tobago.

## Producción
El programa salió oficialmente a la luz en abril durante las transmisiones de A otro nivel mediante una nota periodística de la presentadora.
El Desafío se estrenó el 5 de julio de 2016, una vez finalizado A otro nivel.

## Participantes

### Segunda fase
| Posición | Participante                                                                    | Etapa 1        | Etapa 2                | Etapa 3                 | Etapa 4                 | Etapa 5                  | Fusión                   | Resultado (permanencia)  |
| -------- | ------------------------------------------------------------------------------- | -------------- | ---------------------- | ----------------------- | ----------------------- | ------------------------ | ------------------------ | ------------------------ |
| 1        | Ángel Jesús Arregoces 24, Soldador y operador de maquinaria pesada.             | Costeños       | Costeños               | Cafeteros               | Cachacos                | Cachacos                 | Fusión                   | Ganador (57 días)        |
| 2        | Augusto "Tin" Castro 29, Deportista de BMX y campeón de Crossfit.               | Antioqueños    | Antioqueños            | Antioqueños             | Antioqueños             | Antioqueños              | Fusión                   | Segundo lugar (57 días)  |
| 3        | Julián Duarte 34, Escolta.                                                      | Cachacos       | Cachacos               | Cachacos                | Cachacos                | Cachacos                 | Fusión                   | Tercer lugar (56 días)   |
| 4        | María Clara Ceballos 26, Abogada y campeona nacional de Crossfit.               | Antioqueños    | Antioqueños            | Antioqueños             | Antioqueños             | Antioqueños              | Fusión                   | 22.ª Eliminada (55 días) |
| 5        | Milena Salcedo 28, Ciclista profesional.                                        | Cachacos       | Cachacos               | Cachacos                | Cachacos                | Cachacos                 | Fusión                   | 21.ª Eliminada (52 días) |
| 6        | Jeysson "Jey" Monroy 31, Boxeador.                                              | Cachacos       | Cachacos               | Cachacos                | Cachacos                | Cachacos                 | Fusión                   | 20.° Eliminado (49 días) |
| 7        | Valentina Villamizar 20, Estudiante de comunicación social y jugadora de rugby. | Santandereanos | Costeños               | Cafeteros               | Antioqueños             | Antioqueños              | Fusión                   | 19.ª Eliminada (47 días) |
| 8        | Karoline Rodríguez 26, Entrenadora.                                             | Cachacos       | Cachacos               | Cachacos                | Cachacos                | Cachacos                 | Fusión                   | 18.ª Eliminada (45 días) |
| 9        | Sebastián "Tian" Buitrago 29, Publicista y modelo fitness.                      | Antioqueños    | Antioqueños            | Antioqueños             | Antioqueños             | Antioqueños              |                          | 17.° Eliminado (43 días) |
| 10       | Leandro Cambindo 24, Nadador profesional y waterpolista.                        | Vallecaucanos  | Vallecaucanos          | Vallecaucanos           | Vallecaucanos           | Antioqueños              | 16.° Eliminado (41 días) |                          |
| 11       | Gustavo "Makina" Molina 24, Estudiante de música y deportista.                  | Vallecaucanos  | Vallecaucanos          | Vallecaucanos           | Vallecaucanos           | Antioqueños              | 15.° Eliminado (39 días) |                          |
| 12       | Marcela "Cheli" Peña Salas 25, Fisioterapeuta y entrenadora de crossfit.        | Vallecaucanos  | Vallecaucanos          | Vallecaucanos           | Vallecaucanos           | Cachacos                 | 14.ª Eliminada (37 días) |                          |
| 13       | Alejo "El Conejo" 35, Estríper.                                                 | Cafeteros      | Cafeteros              | Cafeteros               | Vallecaucanos           |                          | 13.° Eliminado (35 días) |                          |
| 14       | Karen Bray 30, Presentadora de televisión, modelo y entrenadora deportiva.      | Costeños       | Costeños               | Vallecaucanos           | Cachacos                | 12.ª Eliminada (33 días) |                          |                          |
| 15       | Kevin Vega 24, Campeón de Crossfit.                                             | Costeños       | Costeños               | Vallecaucanos           | Vallecaucanos           | 11.° Eliminado (30 días) |                          |                          |
| 16       | Tomás Mejía Marulanda 32, Estudiante de economía y boxeador.                    | Cafeteros      | Cafeteros              | Cafeteros               | Antioqueños             | 10.° Eliminado (28 días) |                          |                          |
| 17       | Eduar "Ninja" Salas 28, Taekwondista profesional y deportista.                  | Cachacos       | Cachacos               | Cachacos                |                         | Retiro (28 días)         |                          |                          |
| 18       | Karmen Mestre 18, Estudiante de comunicación social.                            | Costeños       | Costeños               | Antioqueños             | 8.ª Eliminada (23 días) |                          |                          |                          |
| 19       | Paola Usme 22, Estudiante de derecho.                                           | Antioqueños    | Antioqueños            | Antioqueños             | 7.ª Eliminada (19 días) |                          |                          |                          |
| 20       | Leonardo Quintero 32, Modelo.                                                   | Santandereanos | Cafeteros              |                         | 6.° Eliminado (16 días) |                          |                          |                          |
| 21       | Angélik Hernández 28, Modelo fitness.                                           | Vallecaucanos  | Vallecaucanos          | 5.ª Eliminada (13 días) |                         |                          |                          |                          |
| 22       | María Fernanda Bylander 22, Estudiante de música.                               | Santandereanos | Vallecaucanos          | 4.ª Eliminada (10 días) |                         |                          |                          |                          |
| 23       | Juan Carlos Arango 36, Maratonista.                                             | Santandereanos |                        | Retiro (8 días)         |                         |                          |                          |                          |
| 24       | Guillola González 36, Entrenadora personal.                                     | Cafeteros      | 2.ª Eliminada (6 días) |                         |                         |                          |                          |                          |
| 25       | Esmeralda Amézquita 21, Deportista de BMX.                                      | Cafeteros      | 1.ª Eliminada (3 días) |                         |                         |                          |                          |                          |

### Primera fase
| Posición | Participante                                                              | Etapa 1        | Resultado (permanencia) |
| -------- | ------------------------------------------------------------------------- | -------------- | ----------------------- |
| 26/30    | Virgilio Elehazar Galeano 35, Fisiculturista.                             | Santandereanos | Eliminados (1 día)      |
| 26/30    | Helver Emir "El Demoledor" Hernández 36, Boxeador.                        | Cafeteros      | Eliminados (1 día)      |
| 26/30    | José Miguel Cambindo 24, Nadador profesional y waterpolista.              | Vallecaucanos  | Eliminados (1 día)      |
| 26/30    | Daniel Vanegas 25, Jugador de voleibol.                                   | Antioqueños    | Eliminados (1 día)      |
| 26/30    | Juan Carlos "El Guajiro" Fuente 25, Futbolista.                           | Costeños       | Eliminados (1 día)      |
| 31/42    | Carlos "El Olímpico" Andica 32, Deportista en levantamiento de pesas.     | Cafeteros      | Eliminados (1 día)      |
| 31/42    | Paula Andrea Restrepo 31, Modelo y estudiante de comunicación social.     | Cafeteros      | Eliminados (1 día)      |
| 31/42    | Johanna Orozco 29, Campeona de Judo y estudiante de derecho.              | Santandereanos | Eliminados (1 día)      |
| 31/42    | Jonathan Lozano 26, Actor profesional.                                    | Santandereanos | Eliminados (1 día)      |
| 31/42    | Mar Ballestas 36, Atleta y administradora de empresas.                    | Costeños       | Eliminados (1 día)      |
| 31/42    | Christian Rafael Maestre 34, Futbolista y estudiante de derecho.          | Costeños       | Eliminados (1 día)      |
| 31/42    | Leidy Orozco 22, Modelo y presentadora de televisión.                     | Vallecaucanos  | Eliminados (1 día)      |
| 31/42    | Edinson "Shang" Angulo 27, Deportista de levantamiento de pesas.          | Vallecaucanos  | Eliminados (1 día)      |
| 31/42    | Johanna Vargas 31, Enfermera y entrenadora fitness.                       | Antioqueños    | Eliminados (1 día)      |
| 31/42    | Álvaro "El Mono" Vallejo 30, Entrenador físico y modelo.                  | Antioqueños    | Eliminados (1 día)      |
| 31/42    | Angie "Japón" Hernández 22, Profesora de deportes.                        | Cachacos       | Eliminados (1 día)      |
| 31/42    | Miguel Ángel "Lemure" Sierra 23, Atleta de parkour y entrenador personal. | Cachacos       | Eliminados (1 día)      |

### Participantes en otras competencias
| Competencias antes al Desafío        | Competencias antes al Desafío                                                                        | Competencias antes al Desafío            | Competencias antes al Desafío            |
| Concursante                          | Competencia                                                                                          | Año                                      | Resultado                                |
| ------------------------------------ | --- | ---------------------------------------- | ---------------------------------------- |
| Helver Emir "El Demoledor" Hernández | La Isla de Los Famosos: Una Aventura Maya                                                            | 2007                                     | 19.° Eliminado                           |
| Leidy Orozco                         | Atrevidos                                                                                            | 2014                                     | 1.ª Eliminada                            |
| Competencias después al Desafío      | |                                          |                                          |
| Concursante                          | Competencia                                                                                          | Año                                      | Resultado                                |
| Karoline Rodríguez                   | El poder del amor 1                                                                                  | 2021                                     | 1.ª Eliminada                            |
| Paola Usme                           | Survivor: La isla de los famosos                                                                     | 2023                                     | 7.ª Eliminada                            |
| Otras apariciones en el Desafío      | |                                          |                                          |
| Concursante                          | Edición del Desafío                                                                                  | Resultado                                | Resultado                                |
| Angél Jesús Arregoces                | Desafío 2017: Súper Humanos, Cap Cana & Desafío 2018: Súper Humanos, 15 Años & Desafío 2021: The Box | Aparición especial, 14° Lugar, 48° Lugar | Aparición especial, 14° Lugar, 48° Lugar |
| Augusto Castro "Tin"                 | Desafío 2017: Súper Humanos & 15 Años, Desafío 2021: The Box                                         | Aparición especial, 24° Lugar            | Aparición especial, 24° Lugar            |
| Karoline Rodríguez                   | Desafío 2017: Súper Humanos, Cap Cana & Desafío 2018: Súper Humanos, 15 Años                         | Aparición especial, 22° Lugar            | Aparición especial, 22° Lugar            |

## Distribución de equipos
- Cachacos: Provenientes de la capital Bogotá en Colombia.
- Costeños: Provenientes de la costa Caribe Colombiana.
- Antioqueños: Provenientes de Antioquia de Colombia.
- Santandereanos: Provenientes de Santander y Norte de Santander de Colombia.
- Vallecaucanos: Provenientes del Valle del Cauca y Cauca de Colombia.
- Cafeteros: Provenientes de Caldas, Risaralda y Quindio de Colombia.

| Etapa 1                   | Etapa 1                 | Etapa 1      |
| Equipos                   | Competidores            | Competidores |
| ------------------------- | ----------------------- | ------------ |
| Antioqueños               |                         |              |
| María Clara Ceballos      | Augusto Castro "Tin"    |              |
| Sebastián Buitrago "Tian" | Paola Usme              |              |
| Cachacos                  |                         |              |
| Eduar Salas "Ninja"       | Karoline Rodríguez      |              |
| Julián Duarte             | Milena Salcedo          |              |
| Jeysson Monroy "Jey"      |                         |              |
| Cafeteros                 |                         |              |
| Esmeralda Amézquita       | Tomás Mejía             |              |
| Alejo "El Conejo"         | Guillola González       |              |
| Costeños                  |                         |              |
| Ángel Jesús Arregoces     | Karen Bray              |              |
| Kevin Vega                | Karmen Mestre           |              |
| Santandereanos            |                         |              |
| Valentina Villamizar      | Juan Carlos Arango      |              |
| María Fernanda Bylander   | Leonardo Quintero       |              |
| Vallecaucanos             |                         |              |
| Marcela Peña "Cheli"      | Gustavo Molina "Mákina" |              |
| Leandro Cambindo          | Angélik Hernández       |              |
| Etapa 2                   |                         |              |
| Antioqueños               |                         |              |
| María Clara Ceballos      | Augusto Castro "Tin"    |              |
| Sebastián Buitrago "Tian" | Paola Usme              |              |
| Cachacos                  |                         |              |
| Eduar Salas "Ninja"       | Karoline Rodríguez      |              |
| Julián Duarte             | Milena Salcedo          |              |
| Jeysson Monroy "Jey"      |                         |              |
| Cafeteros                 |                         |              |
| Tomás Mejía               | Alejo "El Conejo"       |              |
| Leonardo Quintero         |                         |              |
| Costeños                  |                         |              |
| Ángel Jesús Arregoces     | Karen Bray              |              |
| Kevin Vega                | Karmen Mestre           |              |
| Valentina Villamizar      |                         |              |
| Vallecaucanos             |                         |              |
| Marcela Peña "Cheli"      | Gustavo Molina "Mákina" |              |
| Leandro Cambindo          | Angélik Hernández       |              |
| María Fernanda Bylander   |                         |              |
| Etapa 3                   |                         |              |
| Antioqueños               |                         |              |
| María Clara Ceballos      | Augusto Castro "Tin"    |              |
| Sebastián Buitrago "Tian" | Paola Usme              |              |
| Karmen Mestre             |                         |              |
| Cachacos                  |                         |              |
| Eduar Salas "Ninja"       | Karoline Rodríguez      |              |
| Julián Duarte             | Milena Salcedo          |              |
| Jeysson Monroy "Jey"      |                         |              |
| Cafeteros                 |                         |              |
| Tomás Mejía               | Alejo "El Conejo"       |              |
| Valentina Villamizar      | Ángel Jesús Arregoces   |              |
| Vallecaucanos             |                         |              |
| Marcela Peña "Cheli"      | Gustavo Molina "Mákina" |              |
| Leandro Cambindo          | Karen Bray              |              |
| Kevin Vega                |                         |              |
| Etapa 4                   |                         |              |
| Antioqueños               |                         |              |
| María Clara Ceballos      | Augusto Castro "Tin"    |              |
| Sebastián Buitrago "Tian" | Valentina Villamizar    |              |
| Tomás Mejía               |                         |              |
| Cachacos                  |                         |              |
| Karoline Rodríguez        | Julián Duarte           |              |
| Milena Salcedo            | Jeysson Monroy "Jey"    |              |
| Ángel Jesús Arregoces     | Karen Bray              |              |
| Vallecaucanos             |                         |              |
| Marcela Peña "Cheli"      | Gustavo Molina "Mákina" |              |
| Leandro Cambindo          | Kevin Vega              |              |
| Alejo "El Conejo"         |                         |              |
| Etapa 5                   |                         |              |
| Antioqueños               |                         |              |
| María Clara Ceballos      | Augusto Castro "Tin"    |              |
| Sebastián Buitrago "Tian" | Valentina Villamizar    |              |
| Gustavo Molina "Mákina"   | Leandro Cambindo        |              |
| Cachacos                  |                         |              |
| Karoline Rodríguez        | Julián Duarte           |              |
| Milena Salcedo            | Jeysson Monroy "Jey"    |              |
| Ángel Jesús Arregoces     | Marcela Peña "Cheli"    |              |
| Etapa 6                   |                         |              |
| Fusión                    |                         |              |
| Augusto Castro "Tin"      | María Clara Ceballos    |              |
| Karoline Rodríguez        | Julián Duarte           |              |
| Milena Salcedo            | Jeysson Monroy "Jey"    |              |
| Valentina Villamizar      | Ángel Jesús Arregoces   |              |

Leyenda
| Participante Eliminado.                     |
| Participante que pasó a la siguiente etapa. |
| Participante ganador/a.                     |
| Participante que ocupa el segundo lugar.    |

Notas
1. 1 2  El participante tuvo que ser retirado de la competencia por lesión.
2. ↑  Aunque el participante perdió el Desafío a Muerte de la semana 3, regresó al juego en reemplazo de Juan Carlos Arango, su antiguo compañero de equipo.
3. ↑  Aunque el participante perdió el Desafío a Muerte de la semana 9, regresó a la competencia en el equipo de los Cachacos, como reemplazo de Eduar Salas "Ninja".

## Resultados generales
|  |  |  |  |  |  |  |  |  |  |  |  | Ángel        | Gana        | Gana        | Gana        | Pierde      | Pierde      | Gana        | Gana        | Continúa    | Pierde      | Gana        | Gana        | Gana        | Gana        | Pierde      | Sentenciado | Pierde      | Gana        | Gana        | Gana        | Gana        | Gana        | Sentenciado | Gana        | Gana        | Gana      | Ganador   |  |  |  |  |  |  |  |  |  |  |  |  |  |  |  |  |  |  |  |  |  |  |  |  |  |  |  |  |  |
|  |  |  |  |  |  |  |  |  |  |  |  | Tin          | Continúa    | Continúa    | Continúa    | Gana        | Gana        | Continúa    | Continúa    | Pierde      | Pierde      | Continúa    | Pierde      | Pierde      | Pierde      | Gana        | Gana        | Gana        | Sentenciado | Pierde      | Pierde      | Pierde      | Sentenciado | Gana        | Pierde      | Gana        | Gana      | Finalista |  |  |  |  |  |  |  |  |  |  |  |  |  |  |  |  |  |  |  |  |  |  |  |  |  |  |  |  |  |
|  |  |  |  |  |  |  |  |  |  |  |  | Julián       | Gana        | Gana        | Gana        | Continúa    | Continúa    | Gana        | Gana        | Gana        | Gana        | Pierde      | Gana        | Gana        | Gana        | Pierde      | Pierde      | Pierde      | Gana        | Gana        | Gana        | Pierde      | Pierde      | Pierde      | Sentenciado | Sentenciado | Eliminado |           |  |  |  |  |  |  |  |  |  |  |  |  |  |  |  |  |  |  |  |  |  |  |  |  |  |  |  |  |  |
|  |  |  |  |  |  |  |  |  |  |  |  | María Clara  | Continúa    | Continúa    | Continúa    | Gana        | Gana        | Continúa    | Continúa    | Pierde      | Pierde      | Continúa    | Pierde      | Pierde      | Pierde      | Gana        | Gana        | Gana        | Pierde      | Pierde      | Pierde      | Pierde      | Pierde      | Pierde      | Pierde      | Eliminada   |           |           |  |  |  |  |  |  |  |  |  |  |  |  |  |  |  |  |  |  |  |  |  |  |  |  |  |  |  |  |  |
|  |  |  |  |  |  |  |  |  |  |  |  | Milena       | Gana        | Gana        | Gana        | Continúa    | Continúa    | Gana        | Gana        | Gana        | Gana        | Pierde      | Gana        | Gana        | Gana        | Pierde      | Pierde      | Sentenciada | Gana        | Gana        | Gana        | Pierde      | Pierde      | Pierde      | Eliminada   |             |           |           |  |  |  |  |  |  |  |  |  |  |  |  |  |  |  |  |  |  |  |  |  |  |  |  |  |  |  |  |  |
|  |  |  |  |  |  |  |  |  |  |  |  | Jeysson      | Gana        | Gana        | Gana        | Continúa    | Continúa    | Gana        | Gana        | Gana        | Gana        | Sentenciado | Gana        | Gana        | Gana        | Pierde      | Pierde      | Pierde      | Gana        | Gana        | Gana        | Sentenciado | Pierde      | Eliminado   |             |             |           |           |  |  |  |  |  |  |  |  |  |  |  |  |  |  |  |  |  |  |  |  |  |  |  |  |  |  |  |  |  |
|  |  |  |  |  |  |  |  |  |  |  |  | Valentina    | Pierde      | Pierde      | Pierde      | Sentenciada | Sentenciada | Gana        | Gana        | Continúa    | Sentenciada | Gana        | Pierde      | Pierde      | Sentenciada | Gana        | Gana        | Gana        | Pierde      | Pierde      | Sentenciada | Pierde      | Eliminada   |             |             |             |           |           |  |  |  |  |  |  |  |  |  |  |  |  |  |  |  |  |  |  |  |  |  |  |  |  |  |  |  |  |  |
|  |  |  |  |  |  |  |  |  |  |  |  | Karoline     | Gana        | Gana        | Gana        | Continúa    | Continúa    | Gana        | Gana        | Gana        | Gana        | Pierde      | Gana        | Gana        | Gana        | Pierde      | Pierde      | Pierde      | Gana        | Gana        | Gana        | Eliminada   |             |             |             |             |           |           |  |  |  |  |  |  |  |  |  |  |  |  |  |  |  |  |  |  |  |  |  |  |  |  |  |  |  |  |  |
|  |  |  |  |  |  |  |  |  |  |  |  | Tian         | Continúa    | Continúa    | Continúa    | Gana        | Gana        | Continúa    | Continúa    | Pierde      | Pierde      | Continúa    | Pierde      | Pierde      | Pierde      | Gana        | Gana        | Gana        | Pierde      | Sentenciado | Eliminado   |             |             |             |             |             |           |           |  |  |  |  |  |  |  |  |  |  |  |  |  |  |  |  |  |  |  |  |  |  |  |  |  |  |  |  |  |
|  |  |  |  |  |  |  |  |  |  |  |  | Leandro      | Gana        | Gana        | Pierde      | Pierde      | Pierde      | Pierde      | Sentenciado | Pierde      | Continúa    | Pierde      | Pierde      | Pierde      | Pierde      | Pierde      | Pierde      | Gana        | Pierde      | Eliminado   |             |             |             |             |             |             |           |           |  |  |  |  |  |  |  |  |  |  |  |  |  |  |  |  |  |  |  |  |  |  |  |  |  |  |  |  |  |
|  |  |  |  |  |  |  |  |  |  |  |  | Makina       | Gana        | Gana        | Pierde      | Pierde      | Pierde      | Pierde      | Pierde      | Pierde      | Continúa    | Pierde      | Pierde      | Pierde      | Pierde      | Pierde      | Pierde      | Gana        | Eliminado   |             |             |             |             |             |             |             |           |           |  |  |  |  |  |  |  |  |  |  |  |  |  |  |  |  |  |  |  |  |  |  |  |  |  |  |  |  |  |
|  |  |  |  |  |  |  |  |  |  |  |  | Cheli        | Gana        | Gana        | Pierde      | Pierde      | Pierde      | Pierde      | Pierde      | Pierde      | Continúa    | Pierde      | Pierde      | Pierde      | Pierde      | Pierde      | Pierde      | Eliminada   |             |             |             |             |             |             |             |             |           |           |  |  |  |  |  |  |  |  |  |  |  |  |  |  |  |  |  |  |  |  |  |  |  |  |  |  |  |  |  |
|  |  |  |  |  |  |  |  |  |  |  |  | Alejo        | Pierde      | Pierde      | Gana        | Gana        | Gana        | Pierde      | Pierde      | Continúa    | Pierde      | Gana        | Sentenciado | Sentenciado | Pierde      | Sentenciado | Eliminado   |             |             |             |             |             |             |             |             |             |           |           |  |  |  |  |  |  |  |  |  |  |  |  |  |  |  |  |  |  |  |  |  |  |  |  |  |  |  |  |  |
|  |  |  |  |  |  |  |  |  |  |  |  | Karen        | Gana        | Gana        | Gana        | Pierde      | Pierde      | Gana        | Gana        | Pierde      | Continúa    | Eliminada   | Regr.       | Gan.        | Gana        | Eliminada   |             |             |             |             |             |             |             |             |             |             |           |           |  |  |  |  |  |  |  |  |  |  |  |  |  |  |  |  |  |  |  |  |  |  |  |  |  |  |  |  |  |
|  |  |  |  |  |  |  |  |  |  |  |  | Kevin        | Gana        | Gana        | Gana        | Pierde      | Pierde      | Gana        | Gana        | Sentenciado | Continúa    | Pierde      | Pierde      | Pierde      | Eliminado   |             |             |             |             |             |             |             |             |             |             |             |           |           |  |  |  |  |  |  |  |  |  |  |  |  |  |  |  |  |  |  |  |  |  |  |  |  |  |  |  |  |  |
|  |  |  |  |  |  |  |  |  |  |  |  | Tomás        | Pierde      | Pierde      | Gana        | Gana        | Gana        | Pierde      | Pierde      | Continúa    | Pierde      | Gana        | Eliminado   | Eliminado   |             |             |             |             |             |             |             |             |             |             |             |             |           |           |  |  |  |  |  |  |  |  |  |  |  |  |  |  |  |  |  |  |  |  |  |  |  |  |  |  |  |  |  |
|  |  |  |  |  |  |  |  |  |  |  |  | Ninja        | Gana        | Gana        | Gana        | Continúa    | Continúa    | Gana        | Gana        | Gana        | Gana        | Pierde      | Retirado    | Retirado    |             |             |             |             |             |             |             |             |             |             |             |             |           |           |  |  |  |  |  |  |  |  |  |  |  |  |  |  |  |  |  |  |  |  |  |  |  |  |  |  |  |  |  |
|  |  |  |  |  |  |  |  |  |  |  |  | Karmen       | Gana        | Gana        | Gana        | Pierde      | Pierde      | Gana        | Gana        | Pierde      | Eliminada   |             |             |             |             |             |             |             |             |             |             |             |             |             |             |             |           |           |  |  |  |  |  |  |  |  |  |  |  |  |  |  |  |  |  |  |  |  |  |  |  |  |  |  |  |  |  |
|  |  |  |  |  |  |  |  |  |  |  |  | Paola        | Continúa    | Continúa    | Continúa    | Gana        | Gana        | Continúa    | Continúa    | Eliminada   |             |             |             |             |             |             |             |             |             |             |             |             |             |             |             |             |           |           |  |  |  |  |  |  |  |  |  |  |  |  |  |  |  |  |  |  |  |  |  |  |  |  |  |  |  |  |  |
|  |  |  |  |  |  |  |  |  |  |  |  | Leonardo     | Pierde      | Sentenciado | Pierde      | Gana        | Gana        | Sentenciado | Eliminado   |             |             |             |             |             |             |             |             |             |             |             |             |             |             |             |             |             |           |           |  |  |  |  |  |  |  |  |  |  |  |  |  |  |  |  |  |  |  |  |  |  |  |  |  |  |  |  |  |
|  |  |  |  |  |  |  |  |  |  |  |  | Angélik      | Gana        | Gana        | Sentenciada | Pierde      | Pierde      | Eliminada   |             |             |             |             |             |             |             |             |             |             |             |             |             |             |             |             |             |             |           |           |  |  |  |  |  |  |  |  |  |  |  |  |  |  |  |  |  |  |  |  |  |  |  |  |  |  |  |  |  |
|  |  |  |  |  |  |  |  |  |  |  |  | Mafe         | Pierde      | Pierde      | Eliminada   | Regr.       | Elim.       |             |             |             |             |             |             |             |             |             |             |             |             |             |             |             |             |             |             |             |           |           |  |  |  |  |  |  |  |  |  |  |  |  |  |  |  |  |  |  |  |  |  |  |  |  |  |  |  |  |  |
|  |  |  |  |  |  |  |  |  |  |  |  | Juan Carlos  | Sentenciado | Pierde      | Pierde      | Retirado    | Retirado    |             |             |             |             |             |             |             |             |             |             |             |             |             |             |             |             |             |             |             |           |           |  |  |  |  |  |  |  |  |  |  |  |  |  |  |  |  |  |  |  |  |  |  |  |  |  |  |  |  |  |
|  |  |  |  |  |  |  |  |  |  |  |  | Guillola     | Pierde      | Eliminada   |             |             |             |             |             |             |             |             |             |             |             |             |             |             |             |             |             |             |             |             |             |             |           |           |  |  |  |  |  |  |  |  |  |  |  |  |  |  |  |  |  |  |  |  |  |  |  |  |  |  |  |  |  |
|  |  |  |  |  |  |  |  |  |  |  |  | Esmeralda    | Eliminada   |             |             |             |             |             |             |             |             |             |             |             |             |             |             |             |             |             |             |             |             |             |             |             |           |           |  |  |  |  |  |  |  |  |  |  |  |  |  |  |  |  |  |  |  |  |  |  |  |  |  |  |  |  |  |
|  |  |  |  |  |  |  |  |  |  |  |  | Virgilio     | Eliminados  |             |             |             |             |             |             |             |             |             |             |             |             |             |             |             |             |             |             |             |             |             |             |             |           |           |  |  |  |  |  |  |  |  |  |  |  |  |  |  |  |  |  |  |  |  |  |  |  |  |  |  |  |  |  |
|  |  |  |  |  |  |  |  |  |  |  |  | El Demoledor | Eliminados  |             |             |             |             |             |             |             |             |             |             |             |             |             |             |             |             |             |             |             |             |             |             |             |           |           |  |  |  |  |  |  |  |  |  |  |  |  |  |  |  |  |  |  |  |  |  |  |  |  |  |  |  |  |  |
|  |  |  |  |  |  |  |  |  |  |  |  | José         | Eliminados  |             |             |             |             |             |             |             |             |             |             |             |             |             |             |             |             |             |             |             |             |             |             |             |           |           |  |  |  |  |  |  |  |  |  |  |  |  |  |  |  |  |  |  |  |  |  |  |  |  |  |  |  |  |  |
|  |  |  |  |  |  |  |  |  |  |  |  | Daniel       | Eliminados  |             |             |             |             |             |             |             |             |             |             |             |             |             |             |             |             |             |             |             |             |             |             |             |           |           |  |  |  |  |  |  |  |  |  |  |  |  |  |  |  |  |  |  |  |  |  |  |  |  |  |  |  |  |  |
|  |  |  |  |  |  |  |  |  |  |  |  | El Guajiro   | Eliminados  |             |             |             |             |             |             |             |             |             |             |             |             |             |             |             |             |             |             |             |             |             |             |             |           |           |  |  |  |  |  |  |  |  |  |  |  |  |  |  |  |  |  |  |  |  |  |  |  |  |  |  |  |  |  |
|  |  |  |  |  |  |  |  |  |  |  |  | El Olímpico  | Sin Cupo    |             |             |             |             |             |             |             |             |             |             |             |             |             |             |             |             |             |             |             |             |             |             |             |           |           |  |  |  |  |  |  |  |  |  |  |  |  |  |  |  |  |  |  |  |  |  |  |  |  |  |  |  |  |  |
|  |  |  |  |  |  |  |  |  |  |  |  | Paula        | Sin Cupo    |             |             |             |             |             |             |             |             |             |             |             |             |             |             |             |             |             |             |             |             |             |             |             |           |           |  |  |  |  |  |  |  |  |  |  |  |  |  |  |  |  |  |  |  |  |  |  |  |  |  |  |  |  |  |
|  |  |  |  |  |  |  |  |  |  |  |  | Johana O.    | Sin Cupo    |             |             |             |             |             |             |             |             |             |             |             |             |             |             |             |             |             |             |             |             |             |             |             |           |           |  |  |  |  |  |  |  |  |  |  |  |  |  |  |  |  |  |  |  |  |  |  |  |  |  |  |  |  |  |
|  |  |  |  |  |  |  |  |  |  |  |  | Jonathan     | Sin Cupo    |             |             |             |             |             |             |             |             |             |             |             |             |             |             |             |             |             |             |             |             |             |             |             |           |           |  |  |  |  |  |  |  |  |  |  |  |  |  |  |  |  |  |  |  |  |  |  |  |  |  |  |  |  |  |
|  |  |  |  |  |  |  |  |  |  |  |  | Mar          | Sin Cupo    |             |             |             |             |             |             |             |             |             |             |             |             |             |             |             |             |             |             |             |             |             |             |             |           |           |  |  |  |  |  |  |  |  |  |  |  |  |  |  |  |  |  |  |  |  |  |  |  |  |  |  |  |  |  |
|  |  |  |  |  |  |  |  |  |  |  |  | Christian    | Sin Cupo    |             |             |             |             |             |             |             |             |             |             |             |             |             |             |             |             |             |             |             |             |             |             |             |           |           |  |  |  |  |  |  |  |  |  |  |  |  |  |  |  |  |  |  |  |  |  |  |  |  |  |  |  |  |  |
|  |  |  |  |  |  |  |  |  |  |  |  | Leidy        | Sin Cupo    |             |             |             |             |             |             |             |             |             |             |             |             |             |             |             |             |             |             |             |             |             |             |             |           |           |  |  |  |  |  |  |  |  |  |  |  |  |  |  |  |  |  |  |  |  |  |  |  |  |  |  |  |  |  |
|  |  |  |  |  |  |  |  |  |  |  |  | Shang        | Sin Cupo    |             |             |             |             |             |             |             |             |             |             |             |             |             |             |             |             |             |             |             |             |             |             |             |           |           |  |  |  |  |  |  |  |  |  |  |  |  |  |  |  |  |  |  |  |  |  |  |  |  |  |  |  |  |  |
|  |  |  |  |  |  |  |  |  |  |  |  | Johana V.    | Sin Cupo    |             |             |             |             |             |             |             |             |             |             |             |             |             |             |             |             |             |             |             |             |             |             |             |           |           |  |  |  |  |  |  |  |  |  |  |  |  |  |  |  |  |  |  |  |  |  |  |  |  |  |  |  |  |  |
|  |  |  |  |  |  |  |  |  |  |  |  | El Mono      | Sin Cupo    |             |             |             |             |             |             |             |             |             |             |             |             |             |             |             |             |             |             |             |             |             |             |             |           |           |  |  |  |  |  |  |  |  |  |  |  |  |  |  |  |  |  |  |  |  |  |  |  |  |  |  |  |  |  |
|  |  |  |  |  |  |  |  |  |  |  |  | Japón        | Sin Cupo    |             |             |             |             |             |             |             |             |             |             |             |             |             |             |             |             |             |             |             |             |             |             |             |           |           |  |  |  |  |  |  |  |  |  |  |  |  |  |  |  |  |  |  |  |  |  |  |  |  |  |  |  |  |  |
|  |  |  |  |  |  |  |  |  |  |  |  | Lemure       | Sin Cupo    |             |             |             |             |             |             |             |             |             |             |             |             |             |             |             |             |             |             |             |             |             |             |             |           |           |  |  |  |  |  |  |  |  |  |  |  |  |  |  |  |  |  |  |  |  |  |  |  |  |  |  |  |  |  |

Etapa 1 - 2 - 3 - 4 - 5 - 6
| Sub | El participante es elegido por el último ganador del desafío a muerte para llevar un chaleco de cadenas de hierro de 20 kilos durante el desafío de salvación. |
|     | El participante es uno de los dos ganadores de la batalla final. |
|     | El participante gana junto a su equipo el Desafío de Salvación y obtiene el brazalete de salvación. El Participante gana el Desafío de Salvación y obtiene el brazalete de salvación. |
|     | El participante pierde junto a su equipo el Desafío de Salvación pero gana el Desafío Final. |
|     | El participante pierde junto a su equipo el desafío de salvación o el desafío final, y es nominado por sus compañeros en el juicio, pero no es sentenciado al recibir menor cantidad de votos. El participante pierde el desafío de salvación, y es nominado por sus compañeros en el juicio, pero no es sentenciado al recibir menor cantidad de votos.                    |
|     | El participante pierde junto a su equipo el desafío de salvación y/o final, va al juicio, pero ninguno de sus compañeros vota por él. |
|     | El participante pierde junto a su equipo el desafío de salvación y/o final, y es sentenciado por sus compañeros en el juicio al desafío a muerte. El Participante pierde el desafío de salvación y es sentenciado por sus compañeros en el juicio al desafío a muerte. El participante pierde el desafío de salvación y automáticamente es sentenciado al desafío a muerte. |
|     | El participante pierde junto a su equipo el desafío de salvación y es sentenciado al desafío a muerte por el equipo ganador del desafío de salvación. El participante es sentenciado por el ganador del desafío de salvación. |
|     | El participante es eliminado en la primera competencia por llegar último/a y se queda sin cupo. |
|     | El participante regresa a la competencia en reemplazo de un participante expulsado o de un participante que renunció. |
|     | El participante se retira del juego por lesión, enfermedad o accidente. |
|     | El participante pierde junto a su equipo el desafío de salvación y/o final, es sentenciado al desafío a muerte y posteriormente es eliminado de la competencia. El participante es sentenciado al desafío a muerte y posteriormente es eliminado de la competencia. El participante pierde la batalla final y es automáticamente eliminado.                                 |

## Competencias

### Desafío Territorial
| Etapa 1 | Etapa 1       | Etapa 1        | Etapa 1       | Etapa 1        | Etapa 1       | Etapa 1       |
| Semana  | Playa Oro     | Playa Oro      | Playa Plata   | Playa Plata    | Playa Bronce  | Playa Bronce  |
| Semana  | 1.er lugar    | 2.º lugar      | 3.er lugar    | 4.º lugar      | 5.º lugar     | 6.º lugar     |
| ------- | ------------- | -------------- | ------------- | -------------- | ------------- | ------------- |
| 1       | Cachacos      | Vallecaucanos  | Costeños      | Santandereanos | Antioqueños   | Cafeteros     |
| 2       | Vallecaucanos | Cachacos       | Antioqueños   | Santandereanos | Costeños      | Cafeteros     |
| 3       | Cachacos      | Santandereanos | Antioqueños   | Vallecaucanos  | Costeños      | Cafeteros     |
| Etapa 2 |               |                |               |                |               |               |
| Semana  | Playa Oro     | Playa Oro      | Playa Plata   | Playa Plata    | Playa Bronce  | Playa Bronce  |
| Semana  | 1.er lugar    | 1.er lugar     | 2.º lugar     | 3.er lugar     | 4.º lugar     | 5.º lugar     |
| 4       | Cachacos      | Cachacos       | Cafeteros     | Antioqueños    | Costeños      | Vallecaucanos |
| 5       | Antioqueños   | Antioqueños    | Costeños      | Cafeteros      | Vallecaucanos | Cachacos      |
| 6       | Antioqueños   | Antioqueños    | Cachacos      | Cafeteros      | Costeños      | Vallecaucanos |
| Etapa 3 |               |                |               |                |               |               |
| Semana  | Playa Oro     | Playa Oro      | Playa Plata   | Playa Plata    | Playa Bronce  | Playa Bronce  |
| Semana  | 1.er lugar    | 1.er lugar     | 2.º lugar     | 2.º lugar      | 3.er lugar    | 4.º lugar     |
| 7       | Vallecaucanos | Vallecaucanos  | Cafeteros     | Cafeteros      | Antioqueños   | Cachacos      |
| 8       | Vallecaucanos | Vallecaucanos  | Cachacos      | Cachacos       | Cafeteros     | Antioqueños   |
| 9       | Cafeteros     | Cafeteros      | Cachacos      | Cachacos       | Antioqueños   | Vallecaucanos |
| Etapa 4 |               |                |               |                |               |               |
| Semana  | Playa Oro     | Playa Oro      | Playa Plata   | Playa Plata    | Playa Bronce  | Playa Bronce  |
| Semana  | 1.er lugar    | 1.er lugar     | 2.º Lugar     | 2.º Lugar      | 3.er lugar    | 3.er lugar    |
| 10      | Cachacos      | Cachacos       | Antioqueños   | Antioqueños    | Vallecaucanos | Vallecaucanos |
| 11      | Cachacos      | Cachacos       | Vallecaucanos | Vallecaucanos  | Antioqueños   | Antioqueños   |
| 12      | Cachacos      | Cachacos       | Antioqueños   | Antioqueños    | Vallecaucanos | Vallecaucanos |
| 13      | Vallecaucanos | Vallecaucanos  | Antioqueños   | Antioqueños    | Cachacos      | Cachacos      |
| Etapa 5 |               |                |               |                |               |               |
| Semana  | Playa Plata   | Playa Plata    | Playa Plata   | Playa Bronce   | Playa Bronce  | Playa Bronce  |
| Semana  | 1.er lugar    | 1.er lugar     | 1.er lugar    | 2.º lugar      | 2.º lugar     | 2.º lugar     |
| 14      | Cachacos      | Cachacos       | Cachacos      | Antioqueños    | Antioqueños   | Antioqueños   |
| 15      | Antioqueños   | Antioqueños    | Antioqueños   | Cachacos       | Cachacos      | Cachacos      |
| 16      | Antioqueños   | Antioqueños    | Antioqueños   | Cachacos       | Cachacos      | Cachacos      |
| 17      | Cachacos      | Cachacos       | Cachacos      | Antioqueños    | Antioqueños   | Antioqueños   |

### Desafío de Capitanes
Al final de cada etapa cada equipo debería elegir un capitán que debía representar a su región en el desafío de capitanes. El capitán ganador se encargó de distribuir a los integrantes del equipo que llegó de último.
| Etapa 2 | Etapa 2              | Etapa 2          | Etapa 2                   | Etapa 2                   | Etapa 2                   | Etapa 2                | Etapa 2                | Etapa 2                | Etapa 2                     | Etapa 2                     | Etapa 2                     | Etapa 2                 | Etapa 2                 | Etapa 2                 | Etapa 2                | Etapa 2                | Etapa 2                | Etapa 2                      | Etapa 2                      | Etapa 2                      | Etapa 2 | Etapa 2 | Etapa 2 | Etapa 2 | Etapa 2 | Etapa 2 | Etapa 2 | Etapa 2 | Etapa 2 | Etapa 2 | Etapa 2 | Etapa 2 |
| Semana  | Capitán Ganador      | Región Eliminada | Representante Antioqueños | Representante Antioqueños | Representante Antioqueños | Representante Cachacos | Representante Cachacos | Representante Cachacos | Representante Vallecaucanos | Representante Vallecaucanos | Representante Vallecaucanos | Representante Cafeteros | Representante Cafeteros | Representante Cafeteros | Representante Costeños | Representante Costeños | Representante Costeños | Representante Santandereanos | Representante Santandereanos | Representante Santandereanos |         |         |         |         |         |         |         |         |         |         |         |         |
| ------- | -------------------- | ---------------- | ------------------------- | ------------------------- | ------------------------- | ---------------------- | ---------------------- | ---------------------- | --------------------------- | --------------------------- | --------------------------- | ----------------------- | ----------------------- | ----------------------- | ---------------------- | ---------------------- | ---------------------- | ---------------------------- | ---------------------------- | ---------------------------- | ------- | ------- | ------- | ------- | ------- | ------- | ------- | ------- | ------- | ------- | ------- | ------- |
| 4       | Ángel Arregoces      | Santandereanos   | Augusto "Tin" Castro      | Augusto "Tin" Castro      | Augusto "Tin" Castro      | Eduar Salas "Ninja"    | Eduar Salas "Ninja"    | Eduar Salas "Ninja"    | Leandro Cambindo            | Leandro Cambindo            | Leandro Cambindo            | Tomás Mejía             | Tomás Mejía             | Tomás Mejía             | Ángel Arregoces        | Ángel Arregoces        | Ángel Arregoces        | Juan Carlos Arango           | Juan Carlos Arango           | Juan Carlos Arango           |         |         |         |         |         |         |         |         |         |         |         |         |
| Etapa 3 |                      |                  |                           |                           |                           |                        |                        |                        |                             |                             |                             |                         |                         |                         |                        |                        |                        |                              |                              |                              |         |         |         |         |         |         |         |         |         |         |         |         |
| Semana  | Capitán Ganador      | Región Eliminada | Representante Antioqueños | Representante Antioqueños | Representante Antioqueños | Representante Cachacos | Representante Cachacos | Representante Cachacos | Representante Vallecaucanos | Representante Vallecaucanos | Representante Vallecaucanos | Representante Cafeteros | Representante Cafeteros | Representante Cafeteros | Representante Costeños | Representante Costeños | Representante Costeños |                              |                              |                              |         |         |         |         |         |         |         |         |         |         |         |         |
| 7       | Jeysson "Jey" Monroy | Costeños         | Sebastián "Tian" Buitrago | Sebastián "Tian" Buitrago | Sebastián "Tian" Buitrago | Jeysson "Jey" Monroy   | Jeysson "Jey" Monroy   | Jeysson "Jey" Monroy   | Gustavo Molina "Makina"     | Gustavo Molina "Makina"     | Gustavo Molina "Makina"     | Alejo "El Conejo"       | Alejo "El Conejo"       | Alejo "El Conejo"       | Kevin Vega             | Kevin Vega             | Kevin Vega             |                              |                              |                              |         |         |         |         |         |         |         |         |         |         |         |         |
| Etapa 4 |                      |                  |                           |                           |                           |                        |                        |                        |                             |                             |                             |                         |                         |                         |                        |                        |                        |                              |                              |                              |         |         |         |         |         |         |         |         |         |         |         |         |
| Semana  | Capitán Ganador      | Región Eliminada | Representante Antioqueños | Representante Antioqueños | Representante Antioqueños | Representante Cachacos | Representante Cachacos | Representante Cachacos | Representante Vallecaucanos | Representante Vallecaucanos | Representante Vallecaucanos | Representante Cafeteros | Representante Cafeteros | Representante Cafeteros |                        |                        |                        |                              |                              |                              |         |         |         |         |         |         |         |         |         |         |         |         |
| 10      | Karoline Rodríguez   | Cafeteros        | María Clara Ceballos      | María Clara Ceballos      | María Clara Ceballos      | Karoline Rodríguez     | Karoline Rodríguez     | Karoline Rodríguez     | Marcela Salas "Cheli"       | Marcela Salas "Cheli"       | Marcela Salas "Cheli"       | Valentina Villamizar    | Valentina Villamizar    | Valentina Villamizar    |                        |                        |                        |                              |                              |                              |         |         |         |         |         |         |         |         |         |         |         |         |
| Etapa 5 |                      |                  |                           |                           |                           |                        |                        |                        |                             |                             |                             |                         |                         |                         |                        |                        |                        |                              |                              |                              |         |         |         |         |         |         |         |         |         |         |         |         |
| Semana  | Capitán Ganador      | Región Eliminada | Representante Antioqueños | Representante Antioqueños | Representante Antioqueños | Representante Cachacos | Representante Cachacos | Representante Cachacos | Representante Vallecaucanos | Representante Vallecaucanos | Representante Vallecaucanos |                         |                         |                         |                        |                        |                        |                              |                              |                              |         |         |         |         |         |         |         |         |         |         |         |         |
| 14      | Augusto "Tin" Castro | Vallecaucanos    | Augusto "Tin" Castro      | Augusto "Tin" Castro      | Augusto "Tin" Castro      | Julián Duarte          | Julián Duarte          | Julián Duarte          | Leandro Cambindo            | Leandro Cambindo            | Leandro Cambindo            |                         |                         |                         |                        |                        |                        |                              |                              |                              |         |         |         |         |         |         |         |         |         |         |         |         |

### Desafío de Salvación
Cada semana se hace una Desafío de Salvación, en el cual los equipos deben luchar por su permanencia y los brazaletes de salvación que lo salva de ir a eliminación; mediante un sorteo se selección los equipos que tendrán que competir entre sí, en la primera etapa eran tres duplas, durante la segunda se convirtió en un trío y una dupla, a partir de la tercera etapa este sorteo ya no era necesario. Los equipos perdedores de sus respectivos duelos deberán ir al Desafío Final.
| Etapa 1 | Etapa 1       | Etapa 1       | Etapa 1       | Etapa 1       | Etapa 1     | Etapa 1     | Etapa 1        | Etapa 1        | Etapa 1        | Etapa 1        | Etapa 1        | Etapa 1        |
| Semana  | Ganadores     | Ganadores     | Ganadores     | Ganadores     | Ganadores   | Ganadores   | Perdedores     | Perdedores     | Perdedores     | Perdedores     | Perdedores     | Perdedores     |
| ------- | ------------- | ------------- | ------------- | ------------- | ----------- | ----------- | -------------- | -------------- | -------------- | -------------- | -------------- | -------------- |
| 1       | Cachacos      | Cachacos      | Vallecaucanos | Vallecaucanos | Costeños    | Costeños    | Cafeteros      | Cafeteros      | Antioqueños    | Antioqueños    | Santandereanos | Santandereanos |
| 2       | Vallecaucanos | Vallecaucanos | Cachacos      | Cachacos      | Costeños    | Costeños    | Antioqueños    | Antioqueños    | Santandereanos | Santandereanos | Cafeteros      | Cafeteros      |
| 3       | Cafeteros     | Cafeteros     | Costeños      | Costeños      | Cachacos    | Cachacos    | Santandereanos | Santandereanos | Antioqueños    | Antioqueños    | Vallecaucanos  | Vallecaucanos  |
| Etapa 2 |               |               |               |               |             |             |                |                |                |                |                |                |
| Semana  | Ganadores     | Ganadores     | Ganadores     | Ganadores     | Ganadores   | Ganadores   | Perdedores     | Perdedores     | Perdedores     | Perdedores     | Perdedores     | Perdedores     |
| 4       | Antioqueños   | Antioqueños   | Antioqueños   | Cafeteros     | Cafeteros   | Cafeteros   | Vallecaucanos  | Vallecaucanos  | Cachacos       | Cachacos       | Costeños       | Costeños       |
| 5       | Costeños      | Costeños      | Costeños      | Cachacos      | Cachacos    | Cachacos    | Vallecaucanos  | Vallecaucanos  | Antioqueños    | Antioqueños    | Cafeteros      | Cafeteros      |
| 6       | Cachacos      | Cachacos      | Cachacos      | Costeños      | Costeños    | Costeños    | Cafeteros      | Cafeteros      | Antioqueños    | Antioqueños    | Vallecaucanos  | Vallecaucanos  |
| Etapa 3 |               |               |               |               |             |             |                |                |                |                |                |                |
| Semana  | Ganador       | Ganador       | Ganador       | Ganador       | Ganador     | Ganador     | Perdedores     | Perdedores     | Perdedores     | Perdedores     | Perdedores     | Perdedores     |
| 7       | Cachacos      | Cachacos      | Cachacos      | Cachacos      | Cachacos    | Cachacos    | Antioqueños    | Antioqueños    | Vallecaucanos  | Vallecaucanos  | Cafeteros      | Cafeteros      |
| 8       | Cachacos      | Cachacos      | Cachacos      | Cachacos      | Cachacos    | Cachacos    | Antioqueños    | Antioqueños    | Cafeteros      | Cafeteros      | Vallecaucanos  | Vallecaucanos  |
| 9       | Cafeteros     | Cafeteros     | Cafeteros     | Cafeteros     | Cafeteros   | Cafeteros   | Antioqueños    | Antioqueños    | Cachacos       | Cachacos       | Vallecaucanos  | Vallecaucanos  |
| Etapa 4 |               |               |               |               |             |             |                |                |                |                |                |                |
| Semana  | Ganador       | Ganador       | Ganador       | Ganador       | Ganador     | Ganador     | Perdedores     | Perdedores     | Perdedores     | Perdedores     | Perdedores     | Perdedores     |
| 10      | Cachacos      | Cachacos      | Cachacos      | Cachacos      | Cachacos    | Cachacos    | Vallecaucanos  | Vallecaucanos  | Vallecaucanos  | Antioqueños    | Antioqueños    | Antioqueños    |
| 11      | Cachacos      | Cachacos      | Cachacos      | Cachacos      | Cachacos    | Cachacos    | Vallecaucanos  | Vallecaucanos  | Vallecaucanos  | Antioqueños    | Antioqueños    | Antioqueños    |
| 12      | Antioqueños   | Antioqueños   | Antioqueños   | Antioqueños   | Antioqueños | Antioqueños | Vallecaucanos  | Vallecaucanos  | Vallecaucanos  | Cachacos       | Cachacos       | Cachacos       |
| 13      | Antioqueños   | Antioqueños   | Antioqueños   | Antioqueños   | Antioqueños | Antioqueños | Cachacos       | Cachacos       | Cachacos       | Vallecaucanos  | Vallecaucanos  | Vallecaucanos  |
| Etapa 5 |               |               |               |               |             |             |                |                |                |                |                |                |
| Semana  | Ganador       | Ganador       | Ganador       | Ganador       | Ganador     | Ganador     | Perdedor       | Perdedor       | Perdedor       | Perdedor       | Perdedor       | Perdedor       |
| 14      | Antioqueños   | Antioqueños   | Antioqueños   | Antioqueños   | Antioqueños | Antioqueños | Cachacos       | Cachacos       | Cachacos       | Cachacos       | Cachacos       | Cachacos       |
| 15      | Cachacos      | Cachacos      | Cachacos      | Cachacos      | Cachacos    | Cachacos    | Antioqueños    | Antioqueños    | Antioqueños    | Antioqueños    | Antioqueños    | Antioqueños    |
| 16      | Cachacos      | Cachacos      | Cachacos      | Cachacos      | Cachacos    | Cachacos    | Antioqueños    | Antioqueños    | Antioqueños    | Antioqueños    | Antioqueños    | Antioqueños    |
| 17      | Cachacos      | Cachacos      | Cachacos      | Cachacos      | Cachacos    | Cachacos    | Antioqueños    | Antioqueños    | Antioqueños    | Antioqueños    | Antioqueños    | Antioqueños    |

Fusión
A partir de la fusión el ganador del desafío de salvación tiene el derecho de sentenciar a cualquiera de los participantes en competencia, además, el vencedor del desafío a muerte podrá imponer a cualquiera de los participantes un chaleco de cadenas de hierro que pesa 20 kilos que tendrá que utilizar durante toda la prueba.
| 18 | Ángel Jesús Arregoces | Ángel Jesús Arregoces | Karoline Rodríguez   | Karoline Rodríguez   |                       |
| 19 | Ángel Jesús Arregoces | Ángel Jesús Arregoces | Valentina Villamizar | Valentina Villamizar | Augusto "Tin" Castro  |
| 20 | Augusto "Tin" Castro  | Augusto "Tin" Castro  | Jeysson Monroy       | Jeysson Monroy       | Jeysson Monroy        |
| 21 | Ángel Jesús Arregoces | Ángel Jesús Arregoces | Milena Salcedo       | Milena Salcedo       | Julián Duarte         |
| 22 | Augusto "Tin" Castro  | Ángel Jesús Arregoces | Julián Duarte        | María Clara Ceballos | Ángel Jesús Arregoces |

#### Mensaje de casa
A partir de la segunda etapa a uno de los participantes de los equipos ganadores del desafío de salvación se les da el privilegio de poder recibir un mensaje desde casa. El mismo equipo debe escoger al participante que recibirá este beneficio. En la fusión el ganador del desafío de salvación gana el mensaje de casa.
| Etapa 2          | Etapa 2                   | Etapa 2                  | Etapa 2         |
| Semana           | Participantes             | Participantes            | Tipo de Mensaje |
| ---------------- | ------------------------- | ------------------------ | --------------- |
| 4                | Sebastián "Tian" Buitrago | Alejo "El Conejo"        | Carta           |
| 5                | Julián Duarte             | Ángel de Jesús Arregoces | Carta           |
| 6                | Milena Salcedo            | Karmen Mestre            | Carta           |
| Etapa 3          |                           |                          |                 |
| 7                | Karoline Rodríguez        | Karoline Rodríguez       | Carta           |
| 8                | Eduar Salas "Ninja"       | Eduar Salas "Ninja"      | Carta           |
| 9                | Valentina Villamizar      | Valentina Villamizar     | Carta           |
| Etapa 4          |                           |                          |                 |
| 10               | Jeysson Monroy            | Jeysson Monroy           | Carta           |
| 11               | Karen Bray                | Karen Bray               | Carta           |
| 12               | María Clara Ceballos      | María Clara Ceballos     | Carta           |
| 13               | Augusto "Tin" Castro      | Augusto "Tin" Castro     | Carta           |
| Etapa 5          |                           |                          |                 |
| 14               | Gustavo Molina "Makina"   | Gustavo Molina "Makina"  | Vídeo           |
| 15               | Julián Duarte             | Julián Duarte            | Vídeo           |
| 16               | Karoline Rodríguez        | Karoline Rodríguez       | Vídeo           |
| 17               | Ángel Jesús Arregoces     | Ángel Jesús Arregoces    | Vídeo           |
| Etapa 6 (Fusión) |                           |                          |                 |
| 18               | Ángel Jesús Arregoces     | Ángel Jesús Arregoces    | Llamada         |
| 19               | Milena Salcedo            | Milena Salcedo           | Vídeo           |
| 20               | Augusto "Tin" Castro      | Augusto "Tin" Castro     | Vídeo           |
| 21               | María Clara Ceballos      | María Clara Ceballos     | Vídeo           |

Notas
1. ↑  Ángel decidió ceder su premio a Milena.
2. ↑  Ángel decidió ceder su premio a María Clara.

### Desafío Final
Cada semana los equipos perdedores del desafío de salvación compiten entre sí, donde el equipo ganador se salva de ir a juicio, y los dos equipos perdedores se ven obligados a sentenciar a desafío a muerte a uno de sus integrantes mediante el juicio. A partir de la cuarta etapa ya no es necesario ir al Desafío Final.
| Etapa 1 | Etapa 1       | Etapa 1        | Etapa 1        | Etapa 1                 | Etapa 1                 |
| Semana  | Ganador       | Perdedores     | Perdedores     | Primer Sentenciado      | Segundo Sentenciado     |
| ------- | ------------- | -------------- | -------------- | ----------------------- | ----------------------- |
| 1       | Antioqueños   | Cafeteros      | Santandereanos | Juan Carlos Arango      | Esmeralda Amézquita     |
| 2       | Antioqueños   | Santandereanos | Cafeteros      | Guillola González       | Leonardo Quintero       |
| 3       | Antioqueños   | Vallecaucanos  | Santandereanos | María Fernanda Bylander | Angélik Hernández       |
| Etapa 2 |               |                |                |                         |                         |
| Semana  | Ganador       | Perdedores     | Perdedores     | Primer Sentenciado      | Segundo Sentenciado     |
| 4       | Cachacos      | Costeños       | Vallecaucanos  | Valentina Villamizar    | María Fernanda Bylander |
| 5       | Antioqueños   | Vallecaucanos  | Cafeteros      | Angelik Hernández       | Leonardo Quintero       |
| 6       | Antioqueños   | Cafeteros      | Vallecaucanos  | Leandro Cambindo        | Leonardo Quintero       |
| Etapa 3 |               |                |                |                         |                         |
| Semana  | Ganador       | Perdedores     | Perdedores     | Primer Sentenciado      | Segundo Sentenciado     |
| 7       | Cafeteros     | Antioqueños    | Vallecaucanos  | Paola Usme              | Kevin Vega              |
| 8       | Vallecaucanos | Cafeteros      | Antioqueños    | Valentina Villamizar    | Karmen Mestre           |
| 9       | Antioqueños   | Cachacos       | Vallecaucanos  | Karen Bray              | Jeysson "Jey" Monroy    |

### Juego del Hambre
A partir de la Fusión los participantes compiten en el Desafío del Hambre donde el ganador podrá obtener como recompensa alguna comida y en ocasiones dinero, el número determinado de competidores asignados por la producción que terminen primero la prueba obtienen la recompensa.
| 18 | Ángel Jesús Arregoces | Ángel Jesús Arregoces | Ángel Jesús Arregoces | Ángel Jesús Arregoces | Karoline Rodríguez   | Karoline Rodríguez   | Karoline Rodríguez   | Karoline Rodríguez   | María Clara Ceballos | María Clara Ceballos | María Clara Ceballos | María Clara Ceballos | Augusto "Tin" Castro | Augusto "Tin" Castro | Augusto "Tin" Castro | Augusto "Tin" Castro | Almuerzo en un restaurante de Trinidad y Tobago                               |
| 19 | Valentina Villamizar  | Valentina Villamizar  | Valentina Villamizar  | Valentina Villamizar  | Valentina Villamizar | Valentina Villamizar | Valentina Villamizar | Valentina Villamizar | María Clara Ceballos | María Clara Ceballos | María Clara Ceballos | María Clara Ceballos | María Clara Ceballos | María Clara Ceballos | María Clara Ceballos | María Clara Ceballos | Paella y 10 millones de pesos                                                 |
| 20 | Julián Duarte         | Julián Duarte         | Julián Duarte         | Julián Duarte         | Julián Duarte        | Jeysson "Jey" Monroy | Jeysson "Jey" Monroy | Jeysson "Jey" Monroy | Jeysson "Jey" Monroy | Jeysson "Jey" Monroy | Jeysson "Jey" Monroy | Milena Salcedo       | Milena Salcedo       | Milena Salcedo       | Milena Salcedo       | Milena Salcedo       | Comida completa en un restaurante de Trinidad y Tobago y 20 millones de pesos |
| 21 | Julián Duarte         | Julián Duarte         | Julián Duarte         | Julián Duarte         | Julián Duarte        | Julián Duarte        | Julián Duarte        | Julián Duarte        | Augusto "Tin" Castro | Augusto "Tin" Castro | Augusto "Tin" Castro | Augusto "Tin" Castro | Augusto "Tin" Castro | Augusto "Tin" Castro | Augusto "Tin" Castro | Augusto "Tin" Castro | Parrillada y 30 millones de pesos                                             |

Sub: Fue beneficiado por el ganador del Juego del Hambre.

## Juicio
El equipo o participantes perdedores del desafío de salvación o final, mediante un juicio, determinan quien de sus compañeros será el sentenciado al desafío a muerte.
|                      |                      |                      |                      |                      |                      |                      |                      |                      |                      |                      |                      | Ángel                |                       |                    |                   | Valentina           |                    |                    |                 | Valentina           |                   |                 |                     | Julián          | Karoline        | Cheli           |                  |                   |                |                   |               | Milena          |                  |  |  |  |  |  |  |  |  |  |  |  |  |  |  |  |  |  |  |  |  |  |  |  |  |  |  |  |  |  |
|                      |                      |                      |                      |                      |                      |                      |                      |                      |                      |                      |                      | Tin                  |                       |                    |                   |                     |                    |                    | Paola           | Karmen              |                   | Tomás           | Valentina           |                 |                 |                 | Makina           | Leandro           | Tian           | Jeysson           | Jeysson       |                 | Julián           |  |  |  |  |  |  |  |  |  |  |  |  |  |  |  |  |  |  |  |  |  |  |  |  |  |  |  |  |  |
|                      |                      |                      |                      |                      |                      |                      |                      |                      |                      |                      |                      | Julián               |                       |                    |                   |                     |                    |                    |                 |                     | Milena            |                 |                     | Karen           | Ángel           | Cheli           |                  |                   |                | Valentina         | Tin           | María Clara     | Tin              |  |  |  |  |  |  |  |  |  |  |  |  |  |  |  |  |  |  |  |  |  |  |  |  |  |  |  |  |  |
|                      |                      |                      |                      |                      |                      |                      |                      |                      |                      |                      |                      | María Clara          |                       |                    |                   |                     |                    |                    | Paola           | Karmen              |                   | Tomás           | Valentina           |                 |                 |                 | Makina           | Leandro           | Tian           | Jeysson           | Jeysson       | Ángel           | Julián           |  |  |  |  |  |  |  |  |  |  |  |  |  |  |  |  |  |  |  |  |  |  |  |  |  |  |  |  |  |
|                      |                      |                      |                      |                      |                      |                      |                      |                      |                      |                      |                      | Milena               |                       |                    |                   |                     |                    |                    |                 |                     | Julián            |                 |                     | Karen           | Ángel           | Cheli           |                  |                   |                | Tin               | Tin           | Ángel           | Tin              |  |  |  |  |  |  |  |  |  |  |  |  |  |  |  |  |  |  |  |  |  |  |  |  |  |  |  |  |  |
|                      |                      |                      |                      |                      |                      |                      |                      |                      |                      |                      |                      | Jeysson              |                       |                    |                   |                     |                    |                    |                 |                     | Karoline          |                 |                     | Karen           | Ángel           | Cheli           |                  |                   |                | María Clara       | Tin           | María Clara     |                  |  |  |  |  |  |  |  |  |  |  |  |  |  |  |  |  |  |  |  |  |  |  |  |  |  |  |  |  |  |
|                      |                      |                      |                      |                      |                      |                      |                      |                      |                      |                      |                      | Valentina            | Juan Carlos           | Leonardo           | Mafe              | Kevin               |                    |                    |                 | Tomás               |                   | Tomás           | Tin                 |                 |                 |                 | Makina           | Leandro           | Tian           | Jeysson           | Jeysson       |                 |                  |  |  |  |  |  |  |  |  |  |  |  |  |  |  |  |  |  |  |  |  |  |  |  |  |  |  |  |  |  |
|                      |                      |                      |                      |                      |                      |                      |                      |                      |                      |                      |                      | Karoline             |                       |                    |                   |                     |                    |                    |                 |                     | Jeysson           |                 |                     | Karen           | Ángel           | Cheli           |                  |                   |                | Jeysson           |               |                 |                  |  |  |  |  |  |  |  |  |  |  |  |  |  |  |  |  |  |  |  |  |  |  |  |  |  |  |  |  |  |
|                      |                      |                      |                      |                      |                      |                      |                      |                      |                      |                      |                      | Tian                 |                       |                    |                   |                     |                    |                    | Paola           | Karmen              |                   | Tomás           | Valentina           |                 |                 |                 | Makina           | Leandro           | María Clara    |                   |               |                 |                  |  |  |  |  |  |  |  |  |  |  |  |  |  |  |  |  |  |  |  |  |  |  |  |  |  |  |  |  |  |
|                      |                      |                      |                      |                      |                      |                      |                      |                      |                      |                      |                      | Leandro              |                       |                    | Angélik           | Mafe                | Angélik            | Makina             | Kevin           |                     | Karen             | Alejo           | Kevin               | Alejo           | Alejo           |                 | María Clara      | María Clara       |                |                   |               |                 |                  |  |  |  |  |  |  |  |  |  |  |  |  |  |  |  |  |  |  |  |  |  |  |  |  |  |  |  |  |  |
|                      |                      |                      |                      |                      |                      |                      |                      |                      |                      |                      |                      | Makina               |                       |                    | Angélik           | Mafe                | Angélik            | Leandro            | Kevin           |                     | Karen             | Alejo           | Kevin               | Alejo           | Alejo           |                 | María Clara      |                   |                |                   |               |                 |                  |  |  |  |  |  |  |  |  |  |  |  |  |  |  |  |  |  |  |  |  |  |  |  |  |  |  |  |  |  |
|                      |                      |                      |                      |                      |                      |                      |                      |                      |                      |                      |                      | Cheli                |                       |                    | Angélik           | Mafe                | Angélik            | Leandro            | Kevin           |                     | Karen             | Alejo           | Kevin               | Alejo           | Alejo           | Julián          |                  |                   |                |                   |               |                 |                  |  |  |  |  |  |  |  |  |  |  |  |  |  |  |  |  |  |  |  |  |  |  |  |  |  |  |  |  |  |
|                      |                      |                      |                      |                      |                      |                      |                      |                      |                      |                      |                      | Alejo                | Esmeralda             | Guillola           |                   |                     | Leonardo           | Leonardo           |                 | Valentina           |                   | Kevin           | Kevin               | Cheli           | Cheli           |                 |                  |                   |                |                   |               |                 |                  |  |  |  |  |  |  |  |  |  |  |  |  |  |  |  |  |  |  |  |  |  |  |  |  |  |  |  |  |  |
|                      |                      |                      |                      |                      |                      |                      |                      |                      |                      |                      |                      | Karen                |                       |                    |                   | Valentina           |                    |                    | Makina          |                     | Leandro           |                 |                     | Julián          |                 |                 |                  |                   |                |                   |               |                 |                  |  |  |  |  |  |  |  |  |  |  |  |  |  |  |  |  |  |  |  |  |  |  |  |  |  |  |  |  |  |
|                      |                      |                      |                      |                      |                      |                      |                      |                      |                      |                      |                      | Kevin                |                       |                    |                   | Valentina           |                    |                    | Makina          |                     | Leandro           | Alejo           | Leandro             |                 |                 |                 |                  |                   |                |                   |               |                 |                  |  |  |  |  |  |  |  |  |  |  |  |  |  |  |  |  |  |  |  |  |  |  |  |  |  |  |  |  |  |
|                      |                      |                      |                      |                      |                      |                      |                      |                      |                      |                      |                      | Tomás                | Esmeralda             | Guillola           |                   |                     | Leonardo           | Leonardo           |                 | Valentina           |                   | Tin             |                     |                 |                 |                 |                  |                   |                |                   |               |                 |                  |  |  |  |  |  |  |  |  |  |  |  |  |  |  |  |  |  |  |  |  |  |  |  |  |  |  |  |  |  |
|                      |                      |                      |                      |                      |                      |                      |                      |                      |                      |                      |                      | Ninja                |                       |                    |                   |                     |                    |                    |                 |                     | Jeysson           |                 |                     |                 |                 |                 |                  |                   |                |                   |               |                 |                  |  |  |  |  |  |  |  |  |  |  |  |  |  |  |  |  |  |  |  |  |  |  |  |  |  |  |  |  |  |
|                      |                      |                      |                      |                      |                      |                      |                      |                      |                      |                      |                      | Karmen               |                       |                    |                   | Valentina           |                    |                    | Paola           | Tian                |                   |                 |                     |                 |                 |                 |                  |                   |                |                   |               |                 |                  |  |  |  |  |  |  |  |  |  |  |  |  |  |  |  |  |  |  |  |  |  |  |  |  |  |  |  |  |  |
|                      |                      |                      |                      |                      |                      |                      |                      |                      |                      |                      |                      | Paola                |                       |                    |                   |                     |                    |                    | Karmen          |                     |                   |                 |                     |                 |                 |                 |                  |                   |                |                   |               |                 |                  |  |  |  |  |  |  |  |  |  |  |  |  |  |  |  |  |  |  |  |  |  |  |  |  |  |  |  |  |  |
|                      |                      |                      |                      |                      |                      |                      |                      |                      |                      |                      |                      | Leonardo             | Juan Carlos           | Juan Carlos        | Mafe              |                     | Tomás              | Tomás              |                 |                     |                   |                 |                     |                 |                 |                 |                  |                   |                |                   |               |                 |                  |  |  |  |  |  |  |  |  |  |  |  |  |  |  |  |  |  |  |  |  |  |  |  |  |  |  |  |  |  |
|                      |                      |                      |                      |                      |                      |                      |                      |                      |                      |                      |                      | Angélik              |                       |                    | Leandro           | Mafe                | Makina             |                    |                 |                     |                   |                 |                     |                 |                 |                 |                  |                   |                |                   |               |                 |                  |  |  |  |  |  |  |  |  |  |  |  |  |  |  |  |  |  |  |  |  |  |  |  |  |  |  |  |  |  |
|                      |                      |                      |                      |                      |                      |                      |                      |                      |                      |                      |                      | Mafe                 | Juan Carlos           | Leonardo           | Juan Carlos       | Cheli               |                    |                    |                 |                     |                   |                 |                     |                 |                 |                 |                  |                   |                |                   |               |                 |                  |  |  |  |  |  |  |  |  |  |  |  |  |  |  |  |  |  |  |  |  |  |  |  |  |  |  |  |  |  |
|                      |                      |                      |                      |                      |                      |                      |                      |                      |                      |                      |                      | Juan Carlos          | Leonardo              | Leonardo           | Mafe              |                     |                    |                    |                 |                     |                   |                 |                     |                 |                 |                 |                  |                   |                |                   |               |                 |                  |  |  |  |  |  |  |  |  |  |  |  |  |  |  |  |  |  |  |  |  |  |  |  |  |  |  |  |  |  |
|                      |                      |                      |                      |                      |                      |                      |                      |                      |                      |                      |                      | Guillola             | Esmeralda             | Alejo              |                   |                     |                    |                    |                 |                     |                   |                 |                     |                 |                 |                 |                  |                   |                |                   |               |                 |                  |  |  |  |  |  |  |  |  |  |  |  |  |  |  |  |  |  |  |  |  |  |  |  |  |  |  |  |  |  |
|                      |                      |                      |                      |                      |                      |                      |                      |                      |                      |                      |                      | Esmeralda            | Alejo                 |                    |                   |                     |                    |                    |                 |                     |                   |                 |                     |                 |                 |                 |                  |                   |                |                   |               |                 |                  |  |  |  |  |  |  |  |  |  |  |  |  |  |  |  |  |  |  |  |  |  |  |  |  |  |  |  |  |  |
| Primer Sentenciado:  | Primer Sentenciado:  | Primer Sentenciado:  | Primer Sentenciado:  | Primer Sentenciado:  | Primer Sentenciado:  | Primer Sentenciado:  | Primer Sentenciado:  | Primer Sentenciado:  | Primer Sentenciado:  | Primer Sentenciado:  | Primer Sentenciado:  | Primer Sentenciado:  | Juan Carlos 3/4 votos | Guillola 2/3 votos | Mafe 3/4 votos    | Valentina 4/5 votos | Angélik 3/4 votos  | Leandro 2/3 votos  | Paola 4/5 votos | Valentina 3/4 votos | Karen 3/5 votos   | Alejo 4/5 votos | Kevin 4/5 votos     | Alejo 3/4 votos | Ángel 4/5 votos | Milena          | Tin              | Tian              | Valentina      | Karoline          | Valentina     | Jeysson         | Milena           |  |  |  |  |  |  |  |  |  |  |  |  |  |  |  |  |  |  |  |  |  |  |  |  |  |  |  |  |  |
| Segundo Sentenciado: | Segundo Sentenciado: | Segundo Sentenciado: | Segundo Sentenciado: | Segundo Sentenciado: | Segundo Sentenciado: | Segundo Sentenciado: | Segundo Sentenciado: | Segundo Sentenciado: | Segundo Sentenciado: | Segundo Sentenciado: | Segundo Sentenciado: | Segundo Sentenciado: | Esmeralda 3/4 votos   | Leonardo 3/4 votos | Angélik 3/4 votos | Mafe 4/5 votos      | Leonardo 2/3 votos | Leonardo 2/3 votos | Kevin 3/5 votos | Karmen 3/4 votos    | Jeysson 2/5 votos | Tomás 4/5 votos | Valentina 3/4 votos | Karen 4/6 votos | Alejo 3/4 votos | Cheli 5/6 votos | Makina 4/6 votos | Leandro 4/5 votos | Tian 3/4 votos | Jeysson 4/7 votos | Tin 3/6 votos | Ángel 3/5 votos | Julián 2/4 votos |  |  |  |  |  |  |  |  |  |  |  |  |  |  |  |  |  |  |  |  |  |  |  |  |  |  |  |  |  |
| Eliminado:           | Eliminado:           | Eliminado:           | Eliminado:           | Eliminado:           | Eliminado:           | Eliminado:           | Eliminado:           | Eliminado:           | Eliminado:           | Eliminado:           | Eliminado:           | Eliminado:           | Esmeralda             | Guillola           | Mafe              | Mafe                | Angélik            | Leonardo           | Paola           | Karmen              | Karen             | Tomás           | Kevin               | Karen           | Alejo           | Cheli           | Makina           | Leandro           | Tian           | Karoline          | Valentina     | Jeysson         | Milena           |  |  |  |  |  |  |  |  |  |  |  |  |  |  |  |  |  |  |  |  |  |  |  |  |  |  |  |  |  |

Notas
1. ↑  Ángel al ser el ganador del desafío de salvación debió desempatar entre Jeysson y Tin. Él votó por Tin.
2. ↑  Tin al ser el ganador del desafío de salvación debió desempatar entre María Clara y Ángel. Él votó por Ángel.
3. ↑  Ángel al ser el ganador del desafío de salvación debió desempatar entre Julián y Tin. Él votó por Julián.

## Eliminación

### Desafío a Muerte
En este desafío los dos participantes que quedaron sentenciados se enfrentan entre sí donde el participante ganador continúa en la competencia, y el perdedor será eliminado.
| Etapa 1 | Etapa 1                   | Etapa 1                   | Etapa 1                   |
| Semana  | Primer Sentenciado        | Segundo Sentenciado       | Eliminado                 |
| ------- | ------------------------- | ------------------------- | ------------------------- |
| 1       | Juan Carlos Arango        | Esmeralda Amézquita       | Esmeralda Amézquita       |
| 2       | Guillola González         | Leonardo Quintero         | Guillola González         |
| 3       | María Fernanda Bylander   | Angélik Hernández         | Maria Fernanda Bylander   |
| Etapa 2 |                           |                           |                           |
| 4       | Valentina Villamizar      | María Fernanda Bylander   | Maria Fernanda Bylander   |
| 5       | Angelik Hernández         | Leonardo Quintero         | Angelik Hernandez         |
| 6       | Leandro Cambindo          | Leonardo Quintero         | Leonardo Quintero         |
| Etapa 3 |                           |                           |                           |
| 7       | Paola Usme                | Kevin Vega                | Paola Usme                |
| 8       | Valentina Villamizar      | Karmen Mestre             | Karmen Mestre             |
| 9       | Karen Bray                | Jeysson "Jey" Monroy      | Karen Bray                |
| Etapa 4 |                           |                           |                           |
| 10      | Alejo "El Conejo"         | Tomás Mejía               | Tomás Mejía               |
| 11      | Kevin Vega                | Valentina Villamizar      | Kevin Vega                |
| 12      | Alejo "El Conejo"         | Karen Bray                | Karen Bray                |
| 13      | Ángel Jesús Arregoces     | Alejo "El Conejo"         | Alejo "El Conejo"         |
| Etapa 5 |                           |                           |                           |
| 14      | Milena Salcedo            | Marcela Peña "Cheli"      | Marcela Peña "Cheli"      |
| 15      | Augusto "Tin" Castro      | Gustavo Molina "Makina"   | Gustavo Molina "Makina"   |
| 16      | Sebastián "Tian" Buitrago | Leandro Cambindo          | Leandro Cambindo          |
| 17      | Valentina Villamizar      | Sebastián "Tian" Buitrago | Sebastián "Tian" Buitrago |
| Etapa 6 |                           |                           |                           |
| 18      | Karoline Rodríguez        | Jeysson "Jey" Monroy      | Karoline Rodríguez        |
| 19      | Valentina Villamizar      | Augusto "Tin" Castro      | Valentina Villamizar      |
| 20      | Jeysson "Jey" Monroy      | Ángel Jesús Arregoces     | Jeysson "Jey" Monroy      |
| 21      | Milena Salcedo            | Julián Duarte             | Milena Salcedo            |
| 22      | Julián Duarte             | María Clara Ceballos      | María Clara Ceballos      |

## Final

### Batalla final
La batalla final se llevó a cabo el día 24 de octubre de 2016, donde participaron los semifinalistas en competencia. El perdedor de la prueba fue automáticamente eliminado y los dos restantes pasaron a ser los dos grandes finalistas del Desafío Súper Humanos.
| Semifinalistas        | Finalistas            |
| --------------------- | --------------------- |
| Augusto "Tin" Castro  | Augusto "Tin" Castro  |
| Ángel Jesús Arregoces | Ángel Jesús Arregoces |
| Julián Duarte         |                       |

### Gran final
La gran final se llevó a cabo el día 25 de octubre de 2016, donde los 2 finalistas se enfrentaron a 3 pequeñas pruebas puestas por la producción; la primera con un valor de 1 punto, la segunda con un valor de 2 puntos, la tercera con un valor de 3 puntos. El que acumulara más puntos se coronaría como el ganador. La gala fue emitida desde Bogotá, Colombia. El ganador obtuvo un premio de 600 millones de pesos. De igual manera, los ex-competidores tuvieron la oportunidad de votar entre los dos finalistas para elegir cuál de ellos se llevaría un premio de 100 millones de pesos.
| Finalistas            | Ganador de los 100 millones | Puntos   | Ganador del desafío   |
| --------------------- | --------------------------- | -------- | --------------------- |
| Ángel Jesús Arregoces | Augusto "Tin" Castro        | 5 puntos | Ángel Jesús Arregoces |
| Augusto "Tin" Castro  | Augusto "Tin" Castro        | 1 punto  | Ángel Jesús Arregoces |

## Eximiciones o retiros
| Desafío Territorial | Desafío Territorial       | Desafío Territorial       | Desafío Territorial       | Desafío Territorial        | Desafío Territorial               | Desafío Territorial               | Desafío Territorial               | Desafío Territorial               | Desafío Territorial             | Desafío Territorial             | Desafío Territorial        | Desafío Territorial        | Desafío Territorial              | Desafío Territorial              | Desafío Territorial              | Desafío Territorial              | Desafío Territorial            | Desafío Territorial            | Desafío Territorial            | Desafío Territorial            | Desafío Territorial | Desafío Territorial | Desafío Territorial | Desafío Territorial | Desafío Territorial | Desafío Territorial | Desafío Territorial | Desafío Territorial | Desafío Territorial | Desafío Territorial | Desafío Territorial | Desafío Territorial | Desafío Territorial | Desafío Territorial | Desafío Territorial | Desafío Territorial | Desafío Territorial | Desafío Territorial | Desafío Territorial | Desafío Territorial | Desafío Territorial | Desafío Territorial | Desafío Territorial | Desafío Territorial | Desafío Territorial | Desafío Territorial | Desafío Territorial | Desafío Territorial | Desafío Territorial |         |
| Etapa 1             | Etapa 1                   | Etapa 1                   | Etapa 1                   | Etapa 1                    | Etapa 1                           | Etapa 1                           | Etapa 1                           | Etapa 1                           | Etapa 1                         | Etapa 1                         | Etapa 1                    | Etapa 1                    | Etapa 1                          | Etapa 1                          | Etapa 1                          | Etapa 1                          | Etapa 1                        | Etapa 1                        | Etapa 1                        | Etapa 1                        | Etapa 1             | Etapa 1             | Etapa 1             | Etapa 1             | Etapa 1             | Etapa 1             | Etapa 1             | Etapa 1             | Etapa 1             | Etapa 1             | Etapa 1             | Etapa 1             | Etapa 1             | Etapa 1             | Etapa 1             | Etapa 1             | Etapa 1             | Etapa 1             | Etapa 1             | Etapa 1             | Etapa 1             | Etapa 1             | Etapa 1             | Etapa 1             | Etapa 1             | Etapa 1             | Etapa 1             | Etapa 1             | Etapa 1             |         |
| Semana              |                           |                           |                           |                            |                                   |                                   |                                   |                                   |                                 |                                 |                            |                            |                                  |                                  |                                  |                                  |                                |                                |                                |                                |                     |                     |                     |                     |                     |                     |                     |                     |                     |                     |                     |                     |                     |                     |                     |                     |                     |                     |                     |                     |                     |                     |                     |                     |                     |                     |                     |                     |                     |         |
| Semana              | Equipos                   | Equipos                   | Equipos                   | Equipos                    | Equipos                           | Equipos                           | Equipos                           | Equipos                           | Equipos                         | Equipos                         | Equipos                    | Equipos                    | Equipos                          | Equipos                          | Equipos                          | Equipos                          | Equipos                        | Equipos                        | Equipos                        | Equipos                        | Equipos             | Equipos             | Equipos             | Equipos             | Equipos             | Equipos             | Equipos             | Equipos             | Equipos             | Equipos             | Equipos             | Equipos             | Equipos             | Equipos             | Equipos             | Equipos             | Equipos             | Equipos             | Equipos             | Equipos             | Equipos             | Equipos             | Equipos             | Equipos             | Equipos             | Equipos             | Equipos             | Equipos             | Equipos             | Equipos |
| ------------------- | ------------------------- | ------------------------- | ------------------------- | -------------------------- | --------------------------------- | --------------------------------- | --------------------------------- | --------------------------------- | ------------------------------- | ------------------------------- | -------------------------- | -------------------------- | -------------------------------- | -------------------------------- | -------------------------------- | -------------------------------- | ------------------------------ | ------------------------------ | ------------------------------ | ------------------------------ | ------------------- | ------------------- | ------------------- | ------------------- | ------------------- | ------------------- | ------------------- | ------------------- | ------------------- | ------------------- | ------------------- | ------------------- | ------------------- | ------------------- | ------------------- | ------------------- | ------------------- | ------------------- | ------------------- | ------------------- | ------------------- | ------------------- | ------------------- | ------------------- | ------------------- | ------------------- | ------------------- | ------------------- | ------------------- | ------- |
| Semana              | Antioqueños               | Antioqueños               | Antioqueños               | Cachacos                   | Cachacos                          | Cachacos                          | Cafeteros                         | Cafeteros                         | Cafeteros                       | Costeños                        | Costeños                   | Costeños                   | Santandereanos                   | Santandereanos                   | Santandereanos                   | Vallecaucanos                    | Vallecaucanos                  | Vallecaucanos                  |                                |                                |                     |                     |                     |                     |                     |                     |                     |                     |                     |                     |                     |                     |                     |                     |                     |                     |                     |                     |                     |                     |                     |                     |                     |                     |                     |                     |                     |                     |                     |         |
| 1                   |                           |                           |                           |                            |                                   |                                   |                                   |                                   |                                 |                                 |                            |                            |                                  |                                  |                                  |                                  |                                |                                |                                |                                |                     |                     |                     |                     |                     |                     |                     |                     |                     |                     |                     |                     |                     |                     |                     |                     |                     |                     |                     |                     |                     |                     |                     |                     |                     |                     |                     |                     |                     |         |
| 2                   | Paola y Tian              | Paola y Tian              | Paola y Tian              | Milena, Ninja y Julián     | Milena, Ninja y Julián            | Milena, Ninja y Julián            | Alejo                             | Alejo                             | Alejo                           | Karen y Ángel                   | Karen y Ángel              | Karen y Ángel              | Mafe y Juan Carlos               | Mafe y Juan Carlos               | Mafe y Juan Carlos               | Angélik y Makina                 | Angélik y Makina               | Angélik y Makina               |                                |                                |                     |                     |                     |                     |                     |                     |                     |                     |                     |                     |                     |                     |                     |                     |                     |                     |                     |                     |                     |                     |                     |                     |                     |                     |                     |                     |                     |                     |                     |         |
| 3                   | María Clara y Paola       | María Clara y Paola       | María Clara y Paola       | Karoline, Milena y Jeysson | Karoline, Milena y Jeysson        | Karoline, Milena y Jeysson        |                                   |                                   |                                 | Karmen y Karen                  | Karmen y Karen             | Karmen y Karen             | Mafe y Valentina                 | Mafe y Valentina                 | Mafe y Valentina                 | Angélik y Cheli                  | Angélik y Cheli                | Angélik y Cheli                |                                |                                |                     |                     |                     |                     |                     |                     |                     |                     |                     |                     |                     |                     |                     |                     |                     |                     |                     |                     |                     |                     |                     |                     |                     |                     |                     |                     |                     |                     |                     |         |
| Etapa 2             |                           |                           |                           |                            |                                   |                                   |                                   |                                   |                                 |                                 |                            |                            |                                  |                                  |                                  |                                  |                                |                                |                                |                                |                     |                     |                     |                     |                     |                     |                     |                     |                     |                     |                     |                     |                     |                     |                     |                     |                     |                     |                     |                     |                     |                     |                     |                     |                     |                     |                     |                     |                     |         |
| Semana              | Antioqueños               | Antioqueños               | Antioqueños               | Antioqueños                | Cachacos                          | Cachacos                          | Cachacos                          | Cachacos                          | Cafeteros                       | Cafeteros                       | Cafeteros                  | Cafeteros                  | Costeños                         | Costeños                         | Costeños                         | Costeños                         | Vallecaucanos                  | Vallecaucanos                  | Vallecaucanos                  | Vallecaucanos                  |                     |                     |                     |                     |                     |                     |                     |                     |                     |                     |                     |                     |                     |                     |                     |                     |                     |                     |                     |                     |                     |                     |                     |                     |                     |                     |                     |                     |                     |         |
| 4                   | Paola                     | Paola                     | Paola                     | Paola                      | Karoline y Milena                 | Karoline y Milena                 | Karoline y Milena                 | Karoline y Milena                 |                                 |                                 |                            |                            | Karmen y Valentina               | Karmen y Valentina               | Karmen y Valentina               | Karmen y Valentina               | Angélik y Mafe                 | Angélik y Mafe                 | Angélik y Mafe                 | Angélik y Mafe                 |                     |                     |                     |                     |                     |                     |                     |                     |                     |                     |                     |                     |                     |                     |                     |                     |                     |                     |                     |                     |                     |                     |                     |                     |                     |                     |                     |                     |                     |         |
| 5                   | Paola y María Clara       | Paola y María Clara       | Paola y María Clara       | Paola y María Clara        | Karoline, Ninja y Julián          | Karoline, Ninja y Julián          | Karoline, Ninja y Julián          | Karoline, Ninja y Julián          | Alejo                           | Alejo                           | Alejo                      | Alejo                      | Karen, Kevin y Valentina         | Karen, Kevin y Valentina         | Karen, Kevin y Valentina         | Karen, Kevin y Valentina         | Makina y Cheli                 | Makina y Cheli                 | Makina y Cheli                 | Makina y Cheli                 |                     |                     |                     |                     |                     |                     |                     |                     |                     |                     |                     |                     |                     |                     |                     |                     |                     |                     |                     |                     |                     |                     |                     |                     |                     |                     |                     |                     |                     |         |
| 6                   | Paola, María Clara y Tian | Paola, María Clara y Tian | Paola, María Clara y Tian | Paola, María Clara y Tian  | Karoline, Ninja, Jeysson y Milena | Karoline, Ninja, Jeysson y Milena | Karoline, Ninja, Jeysson y Milena | Karoline, Ninja, Jeysson y Milena | Alejo y Tomás                   | Alejo y Tomás                   | Alejo y Tomás              | Alejo y Tomás              | Ángel, Karmen, Karen y Valentina | Ángel, Karmen, Karen y Valentina | Ángel, Karmen, Karen y Valentina | Ángel, Karmen, Karen y Valentina | Leandro y Cheli                | Leandro y Cheli                | Leandro y Cheli                | Leandro y Cheli                |                     |                     |                     |                     |                     |                     |                     |                     |                     |                     |                     |                     |                     |                     |                     |                     |                     |                     |                     |                     |                     |                     |                     |                     |                     |                     |                     |                     |                     |         |
| Etapa 3             |                           |                           |                           |                            |                                   |                                   |                                   |                                   |                                 |                                 |                            |                            |                                  |                                  |                                  |                                  |                                |                                |                                |                                |                     |                     |                     |                     |                     |                     |                     |                     |                     |                     |                     |                     |                     |                     |                     |                     |                     |                     |                     |                     |                     |                     |                     |                     |                     |                     |                     |                     |                     |         |
| Semana              | Antioqueños               | Antioqueños               | Antioqueños               | Antioqueños                | Antioqueños                       | Cachacos                          | Cachacos                          | Cachacos                          | Cachacos                        | Cachacos                        | Cafeteros                  | Cafeteros                  | Cafeteros                        | Cafeteros                        | Cafeteros                        | Vallecaucanos                    | Vallecaucanos                  | Vallecaucanos                  | Vallecaucanos                  | Vallecaucanos                  |                     |                     |                     |                     |                     |                     |                     |                     |                     |                     |                     |                     |                     |                     |                     |                     |                     |                     |                     |                     |                     |                     |                     |                     |                     |                     |                     |                     |                     |         |
| 7                   | Paola                     | Paola                     | Paola                     | Paola                      | Paola                             | Milena                            | Milena                            | Milena                            | Milena                          | Milena                          |                            |                            |                                  |                                  |                                  | Karen                            | Karen                          | Karen                          | Karen                          | Karen                          |                     |                     |                     |                     |                     |                     |                     |                     |                     |                     |                     |                     |                     |                     |                     |                     |                     |                     |                     |                     |                     |                     |                     |                     |                     |                     |                     |                     |                     |         |
| 8                   |                           |                           |                           |                            |                                   | Milena                            | Milena                            | Milena                            | Milena                          | Milena                          |                            |                            |                                  |                                  |                                  | Cheli                            | Cheli                          | Cheli                          | Cheli                          | Cheli                          |                     |                     |                     |                     |                     |                     |                     |                     |                     |                     |                     |                     |                     |                     |                     |                     |                     |                     |                     |                     |                     |                     |                     |                     |                     |                     |                     |                     |                     |         |
| 9                   | Tin y Tian                | Tin y Tian                | Tin y Tian                | Tin y Tian                 | Tin y Tian                        | Milena, Ninja, Jeysson y Julián   | Milena, Ninja, Jeysson y Julián   | Milena, Ninja, Jeysson y Julián   | Milena, Ninja, Jeysson y Julián | Milena, Ninja, Jeysson y Julián | Alejo, Tomás y Ángel       | Alejo, Tomás y Ángel       | Alejo, Tomás y Ángel             | Alejo, Tomás y Ángel             | Alejo, Tomás y Ángel             | Makina, Leandro, Karen y Kevin   | Makina, Leandro, Karen y Kevin | Makina, Leandro, Karen y Kevin | Makina, Leandro, Karen y Kevin | Makina, Leandro, Karen y Kevin |                     |                     |                     |                     |                     |                     |                     |                     |                     |                     |                     |                     |                     |                     |                     |                     |                     |                     |                     |                     |                     |                     |                     |                     |                     |                     |                     |                     |                     |         |
| Etapa 4             |                           |                           |                           |                            |                                   |                                   |                                   |                                   |                                 |                                 |                            |                            |                                  |                                  |                                  |                                  |                                |                                |                                |                                |                     |                     |                     |                     |                     |                     |                     |                     |                     |                     |                     |                     |                     |                     |                     |                     |                     |                     |                     |                     |                     |                     |                     |                     |                     |                     |                     |                     |                     |         |
| Semana              | Antioqueños               | Antioqueños               | Antioqueños               | Antioqueños                | Antioqueños                       | Antioqueños                       | Cachacos                          | Cachacos                          | Cachacos                        | Cachacos                        | Cachacos                   | Cachacos                   | Vallecaucanos                    | Vallecaucanos                    | Vallecaucanos                    | Vallecaucanos                    | Vallecaucanos                  | Vallecaucanos                  |                                |                                |                     |                     |                     |                     |                     |                     |                     |                     |                     |                     |                     |                     |                     |                     |                     |                     |                     |                     |                     |                     |                     |                     |                     |                     |                     |                     |                     |                     |                     |         |
| 10                  |                           |                           |                           |                            |                                   |                                   |                                   |                                   |                                 |                                 |                            |                            |                                  |                                  |                                  |                                  |                                |                                |                                |                                |                     |                     |                     |                     |                     |                     |                     |                     |                     |                     |                     |                     |                     |                     |                     |                     |                     |                     |                     |                     |                     |                     |                     |                     |                     |                     |                     |                     |                     |         |
| 11                  |                           |                           |                           |                            |                                   |                                   | Milena y Jeysson                  | Milena y Jeysson                  | Milena y Jeysson                | Milena y Jeysson                | Milena y Jeysson           | Milena y Jeysson           | Alejo                            | Alejo                            | Alejo                            | Alejo                            | Alejo                          | Alejo                          |                                |                                |                     |                     |                     |                     |                     |                     |                     |                     |                     |                     |                     |                     |                     |                     |                     |                     |                     |                     |                     |                     |                     |                     |                     |                     |                     |                     |                     |                     |                     |         |
| 12                  | Valentina                 | Valentina                 | Valentina                 | Valentina                  | Valentina                         | Valentina                         | Milena, Jeysson y Karoline        | Milena, Jeysson y Karoline        | Milena, Jeysson y Karoline      | Milena, Jeysson y Karoline      | Milena, Jeysson y Karoline | Milena, Jeysson y Karoline | Alejo                            | Alejo                            | Alejo                            | Alejo                            | Alejo                          | Alejo                          |                                |                                |                     |                     |                     |                     |                     |                     |                     |                     |                     |                     |                     |                     |                     |                     |                     |                     |                     |                     |                     |                     |                     |                     |                     |                     |                     |                     |                     |                     |                     |         |
| 13                  |                           |                           |                           |                            |                                   |                                   | Jeysson                           | Jeysson                           | Jeysson                         | Jeysson                         | Jeysson                    | Jeysson                    |                                  |                                  |                                  |                                  |                                |                                |                                |                                |                     |                     |                     |                     |                     |                     |                     |                     |                     |                     |                     |                     |                     |                     |                     |                     |                     |                     |                     |                     |                     |                     |                     |                     |                     |                     |                     |                     |                     |         |
| Etapa 5             |                           |                           |                           |                            |                                   |                                   |                                   |                                   |                                 |                                 |                            |                            |                                  |                                  |                                  |                                  |                                |                                |                                |                                |                     |                     |                     |                     |                     |                     |                     |                     |                     |                     |                     |                     |                     |                     |                     |                     |                     |                     |                     |                     |                     |                     |                     |                     |                     |                     |                     |                     |                     |         |
| Semana              | Antioqueños               | Antioqueños               | Antioqueños               | Antioqueños                | Antioqueños                       | Antioqueños                       | Antioqueños                       | Antioqueños                       | Antioqueños                     | Cachacos                        | Cachacos                   | Cachacos                   | Cachacos                         | Cachacos                         | Cachacos                         | Cachacos                         | Cachacos                       | Cachacos                       |                                |                                |                     |                     |                     |                     |                     |                     |                     |                     |                     |                     |                     |                     |                     |                     |                     |                     |                     |                     |                     |                     |                     |                     |                     |                     |                     |                     |                     |                     |                     |         |
| 14                  |                           |                           |                           |                            |                                   |                                   |                                   |                                   |                                 |                                 |                            |                            |                                  |                                  |                                  |                                  |                                |                                |                                |                                |                     |                     |                     |                     |                     |                     |                     |                     |                     |                     |                     |                     |                     |                     |                     |                     |                     |                     |                     |                     |                     |                     |                     |                     |                     |                     |                     |                     |                     |         |
| 15                  | Makina                    | Makina                    | Makina                    | Makina                     | Makina                            | Makina                            | Makina                            | Makina                            | Makina                          |                                 |                            |                            |                                  |                                  |                                  |                                  |                                |                                |                                |                                |                     |                     |                     |                     |                     |                     |                     |                     |                     |                     |                     |                     |                     |                     |                     |                     |                     |                     |                     |                     |                     |                     |                     |                     |                     |                     |                     |                     |                     |         |
| 16                  |                           |                           |                           |                            |                                   |                                   |                                   |                                   |                                 |                                 |                            |                            |                                  |                                  |                                  |                                  |                                |                                |                                |                                |                     |                     |                     |                     |                     |                     |                     |                     |                     |                     |                     |                     |                     |                     |                     |                     |                     |                     |                     |                     |                     |                     |                     |                     |                     |                     |                     |                     |                     |         |
| 17                  | Valentina                 | Valentina                 | Valentina                 | Valentina                  | Valentina                         | Valentina                         | Valentina                         | Valentina                         | Valentina                       | Milena y Jeysson                | Milena y Jeysson           | Milena y Jeysson           | Milena y Jeysson                 | Milena y Jeysson                 | Milena y Jeysson                 | Milena y Jeysson                 | Milena y Jeysson               | Milena y Jeysson               |                                |                                |                     |                     |                     |                     |                     |                     |                     |                     |                     |                     |                     |                     |                     |                     |                     |                     |                     |                     |                     |                     |                     |                     |                     |                     |                     |                     |                     |                     |                     |         |

| Desafío de Salvación | Desafío de Salvación | Desafío de Salvación | Desafío de Salvación | Desafío de Salvación | Desafío de Salvación | Desafío de Salvación | Desafío de Salvación | Desafío de Salvación | Desafío de Salvación | Desafío de Salvación | Desafío de Salvación | Desafío de Salvación | Desafío de Salvación | Desafío de Salvación | Desafío de Salvación | Desafío de Salvación | Desafío de Salvación | Desafío de Salvación | Desafío de Salvación | Desafío de Salvación | Desafío de Salvación | Desafío de Salvación | Desafío de Salvación | Desafío de Salvación | Desafío de Salvación | Desafío de Salvación | Desafío de Salvación | Desafío de Salvación | Desafío de Salvación | Desafío de Salvación | Desafío de Salvación | Desafío de Salvación | Desafío de Salvación | Desafío de Salvación | Desafío de Salvación | Desafío de Salvación | Desafío de Salvación | Desafío de Salvación | Desafío de Salvación | Desafío de Salvación | Desafío de Salvación | Desafío de Salvación | Desafío de Salvación | Desafío de Salvación | Desafío de Salvación | Desafío de Salvación | Desafío de Salvación | Desafío de Salvación | Desafío de Salvación |         |
| Etapa 1              | Etapa 1              | Etapa 1              | Etapa 1              | Etapa 1              | Etapa 1              | Etapa 1              | Etapa 1              | Etapa 1              | Etapa 1              | Etapa 1              | Etapa 1              | Etapa 1              | Etapa 1              | Etapa 1              | Etapa 1              | Etapa 1              | Etapa 1              | Etapa 1              | Etapa 1              | Etapa 1              | Etapa 1              | Etapa 1              | Etapa 1              | Etapa 1              | Etapa 1              | Etapa 1              | Etapa 1              | Etapa 1              | Etapa 1              | Etapa 1              | Etapa 1              | Etapa 1              | Etapa 1              | Etapa 1              | Etapa 1              | Etapa 1              | Etapa 1              | Etapa 1              | Etapa 1              | Etapa 1              | Etapa 1              | Etapa 1              | Etapa 1              | Etapa 1              | Etapa 1              | Etapa 1              | Etapa 1              | Etapa 1              | Etapa 1              |         |
| Semana               |                      |                      |                      |                      |                      |                      |                      |                      |                      |                      |                      |                      |                      |                      |                      |                      |                      |                      |                      |                      |                      |                      |                      |                      |                      |                      |                      |                      |                      |                      |                      |                      |                      |                      |                      |                      |                      |                      |                      |                      |                      |                      |                      |                      |                      |                      |                      |                      |                      |         |
| Semana               | Equipos              | Equipos              | Equipos              | Equipos              | Equipos              | Equipos              | Equipos              | Equipos              | Equipos              | Equipos              | Equipos              | Equipos              | Equipos              | Equipos              | Equipos              | Equipos              | Equipos              | Equipos              | Equipos              | Equipos              | Equipos              | Equipos              | Equipos              | Equipos              | Equipos              | Equipos              | Equipos              | Equipos              | Equipos              | Equipos              | Equipos              | Equipos              | Equipos              | Equipos              | Equipos              | Equipos              | Equipos              | Equipos              | Equipos              | Equipos              | Equipos              | Equipos              | Equipos              | Equipos              | Equipos              | Equipos              | Equipos              | Equipos              | Equipos              | Equipos |
| -------------------- | -------------------- | -------------------- | -------------------- | -------------------- | -------------------- | -------------------- | -------------------- | -------------------- | -------------------- | -------------------- | -------------------- | -------------------- | -------------------- | -------------------- | -------------------- | -------------------- | -------------------- | -------------------- | -------------------- | -------------------- | -------------------- | -------------------- | -------------------- | -------------------- | -------------------- | -------------------- | -------------------- | -------------------- | -------------------- | -------------------- | -------------------- | -------------------- | -------------------- | -------------------- | -------------------- | -------------------- | -------------------- | -------------------- | -------------------- | -------------------- | -------------------- | -------------------- | -------------------- | -------------------- | -------------------- | -------------------- | -------------------- | -------------------- | -------------------- | ------- |
| Semana               | Antioqueños          | Antioqueños          | Antioqueños          | Cachacos             | Cachacos             | Cachacos             | Cafeteros            | Cafeteros            | Cafeteros            | Costeños             | Costeños             | Costeños             | Santandereanos       | Santandereanos       | Santandereanos       | Vallecaucanos        | Vallecaucanos        | Vallecaucanos        |                      |                      |                      |                      |                      |                      |                      |                      |                      |                      |                      |                      |                      |                      |                      |                      |                      |                      |                      |                      |                      |                      |                      |                      |                      |                      |                      |                      |                      |                      |                      |         |
| 1                    |                      |                      |                      | Jeysson              | Jeysson              | Jeysson              |                      |                      |                      |                      |                      |                      |                      |                      |                      |                      |                      |                      |                      |                      |                      |                      |                      |                      |                      |                      |                      |                      |                      |                      |                      |                      |                      |                      |                      |                      |                      |                      |                      |                      |                      |                      |                      |                      |                      |                      |                      |                      |                      |         |
| 2                    |                      |                      |                      | Julián               | Julián               | Julián               |                      |                      |                      | Karmen               | Karmen               | Karmen               |                      |                      |                      |                      |                      |                      |                      |                      |                      |                      |                      |                      |                      |                      |                      |                      |                      |                      |                      |                      |                      |                      |                      |                      |                      |                      |                      |                      |                      |                      |                      |                      |                      |                      |                      |                      |                      |         |
| 3                    |                      |                      |                      | Julián               | Julián               | Julián               |                      |                      |                      |                      |                      |                      | Mafe y Valentina     | Mafe y Valentina     | Mafe y Valentina     |                      |                      |                      |                      |                      |                      |                      |                      |                      |                      |                      |                      |                      |                      |                      |                      |                      |                      |                      |                      |                      |                      |                      |                      |                      |                      |                      |                      |                      |                      |                      |                      |                      |                      |         |
| Etapa 2              |                      |                      |                      |                      |                      |                      |                      |                      |                      |                      |                      |                      |                      |                      |                      |                      |                      |                      |                      |                      |                      |                      |                      |                      |                      |                      |                      |                      |                      |                      |                      |                      |                      |                      |                      |                      |                      |                      |                      |                      |                      |                      |                      |                      |                      |                      |                      |                      |                      |         |
| Semana               | Antioqueños          | Antioqueños          | Antioqueños          | Antioqueños          | Cachacos             | Cachacos             | Cachacos             | Cachacos             | Cafeteros            | Cafeteros            | Cafeteros            | Cafeteros            | Costeños             | Costeños             | Costeños             | Costeños             | Vallecaucanos        | Vallecaucanos        | Vallecaucanos        | Vallecaucanos        |                      |                      |                      |                      |                      |                      |                      |                      |                      |                      |                      |                      |                      |                      |                      |                      |                      |                      |                      |                      |                      |                      |                      |                      |                      |                      |                      |                      |                      |         |
| 4                    |                      |                      |                      |                      | Ninja                | Ninja                | Ninja                | Ninja                |                      |                      |                      |                      | Karen y Kevin        | Karen y Kevin        | Karen y Kevin        | Karen y Kevin        | Cheli                | Cheli                | Cheli                | Cheli                |                      |                      |                      |                      |                      |                      |                      |                      |                      |                      |                      |                      |                      |                      |                      |                      |                      |                      |                      |                      |                      |                      |                      |                      |                      |                      |                      |                      |                      |         |
| 5                    |                      |                      |                      |                      | Jeysson y Milena     | Jeysson y Milena     | Jeysson y Milena     | Jeysson y Milena     |                      |                      |                      |                      | Karmen               | Karmen               | Karmen               | Karmen               |                      |                      |                      |                      |                      |                      |                      |                      |                      |                      |                      |                      |                      |                      |                      |                      |                      |                      |                      |                      |                      |                      |                      |                      |                      |                      |                      |                      |                      |                      |                      |                      |                      |         |
| 6                    | Paola                | Paola                | Paola                | Paola                | Milena y Julián      | Milena y Julián      | Milena y Julián      | Milena y Julián      |                      |                      |                      |                      | Karmen y Valentina   | Karmen y Valentina   | Karmen y Valentina   | Karmen y Valentina   |                      |                      |                      |                      |                      |                      |                      |                      |                      |                      |                      |                      |                      |                      |                      |                      |                      |                      |                      |                      |                      |                      |                      |                      |                      |                      |                      |                      |                      |                      |                      |                      |                      |         |
| Etapa 3              |                      |                      |                      |                      |                      |                      |                      |                      |                      |                      |                      |                      |                      |                      |                      |                      |                      |                      |                      |                      |                      |                      |                      |                      |                      |                      |                      |                      |                      |                      |                      |                      |                      |                      |                      |                      |                      |                      |                      |                      |                      |                      |                      |                      |                      |                      |                      |                      |                      |         |
| Semana               | Antioqueños          | Antioqueños          | Antioqueños          | Antioqueños          | Antioqueños          | Cachacos             | Cachacos             | Cachacos             | Cachacos             | Cachacos             | Cafeteros            | Cafeteros            | Cafeteros            | Cafeteros            | Cafeteros            | Vallecaucanos        | Vallecaucanos        | Vallecaucanos        | Vallecaucanos        | Vallecaucanos        |                      |                      |                      |                      |                      |                      |                      |                      |                      |                      |                      |                      |                      |                      |                      |                      |                      |                      |                      |                      |                      |                      |                      |                      |                      |                      |                      |                      |                      |         |
| 7                    | María Clara          | María Clara          | María Clara          | María Clara          | María Clara          | Karoline             | Karoline             | Karoline             | Karoline             | Karoline             |                      |                      |                      |                      |                      | Kevin                | Kevin                | Kevin                | Kevin                | Kevin                |                      |                      |                      |                      |                      |                      |                      |                      |                      |                      |                      |                      |                      |                      |                      |                      |                      |                      |                      |                      |                      |                      |                      |                      |                      |                      |                      |                      |                      |         |
| 8                    |                      |                      |                      |                      |                      | Karoline             | Karoline             | Karoline             | Karoline             | Karoline             |                      |                      |                      |                      |                      | Karen                | Karen                | Karen                | Karen                | Karen                |                      |                      |                      |                      |                      |                      |                      |                      |                      |                      |                      |                      |                      |                      |                      |                      |                      |                      |                      |                      |                      |                      |                      |                      |                      |                      |                      |                      |                      |         |
| 9                    |                      |                      |                      |                      |                      | Karoline y Jeysson   | Karoline y Jeysson   | Karoline y Jeysson   | Karoline y Jeysson   | Karoline y Jeysson   | Alejo                | Alejo                | Alejo                | Alejo                | Alejo                | Cheli                | Cheli                | Cheli                | Cheli                | Cheli                |                      |                      |                      |                      |                      |                      |                      |                      |                      |                      |                      |                      |                      |                      |                      |                      |                      |                      |                      |                      |                      |                      |                      |                      |                      |                      |                      |                      |                      |         |
| Etapa 4              |                      |                      |                      |                      |                      |                      |                      |                      |                      |                      |                      |                      |                      |                      |                      |                      |                      |                      |                      |                      |                      |                      |                      |                      |                      |                      |                      |                      |                      |                      |                      |                      |                      |                      |                      |                      |                      |                      |                      |                      |                      |                      |                      |                      |                      |                      |                      |                      |                      |         |
| Semana               | Antioqueños          | Antioqueños          | Antioqueños          | Antioqueños          | Antioqueños          | Antioqueños          | Cachacos             | Cachacos             | Cachacos             | Cachacos             | Cachacos             | Cachacos             | Vallecaucanos        | Vallecaucanos        | Vallecaucanos        | Vallecaucanos        | Vallecaucanos        | Vallecaucanos        |                      |                      |                      |                      |                      |                      |                      |                      |                      |                      |                      |                      |                      |                      |                      |                      |                      |                      |                      |                      |                      |                      |                      |                      |                      |                      |                      |                      |                      |                      |                      |         |
| 10                   |                      |                      |                      |                      |                      |                      | Karen                | Karen                | Karen                | Karen                | Karen                | Karen                |                      |                      |                      |                      |                      |                      |                      |                      |                      |                      |                      |                      |                      |                      |                      |                      |                      |                      |                      |                      |                      |                      |                      |                      |                      |                      |                      |                      |                      |                      |                      |                      |                      |                      |                      |                      |                      |         |
| 11                   |                      |                      |                      |                      |                      |                      | Karoline y Karen     | Karoline y Karen     | Karoline y Karen     | Karoline y Karen     | Karoline y Karen     | Karoline y Karen     | Cheli                | Cheli                | Cheli                | Cheli                | Cheli                | Cheli                |                      |                      |                      |                      |                      |                      |                      |                      |                      |                      |                      |                      |                      |                      |                      |                      |                      |                      |                      |                      |                      |                      |                      |                      |                      |                      |                      |                      |                      |                      |                      |         |
| 12                   |                      |                      |                      |                      |                      |                      | Julián y Karen       | Julián y Karen       | Julián y Karen       | Julián y Karen       | Julián y Karen       | Julián y Karen       |                      |                      |                      |                      |                      |                      |                      |                      |                      |                      |                      |                      |                      |                      |                      |                      |                      |                      |                      |                      |                      |                      |                      |                      |                      |                      |                      |                      |                      |                      |                      |                      |                      |                      |                      |                      |                      |         |
| 13                   |                      |                      |                      |                      |                      |                      | Milena               | Milena               | Milena               | Milena               | Milena               | Milena               |                      |                      |                      |                      |                      |                      |                      |                      |                      |                      |                      |                      |                      |                      |                      |                      |                      |                      |                      |                      |                      |                      |                      |                      |                      |                      |                      |                      |                      |                      |                      |                      |                      |                      |                      |                      |                      |         |
| Etapa 5              |                      |                      |                      |                      |                      |                      |                      |                      |                      |                      |                      |                      |                      |                      |                      |                      |                      |                      |                      |                      |                      |                      |                      |                      |                      |                      |                      |                      |                      |                      |                      |                      |                      |                      |                      |                      |                      |                      |                      |                      |                      |                      |                      |                      |                      |                      |                      |                      |                      |         |
| Semana               | Antioqueños          | Antioqueños          | Antioqueños          | Antioqueños          | Antioqueños          | Antioqueños          | Antioqueños          | Antioqueños          | Antioqueños          | Cachacos             | Cachacos             | Cachacos             | Cachacos             | Cachacos             | Cachacos             | Cachacos             | Cachacos             | Cachacos             |                      |                      |                      |                      |                      |                      |                      |                      |                      |                      |                      |                      |                      |                      |                      |                      |                      |                      |                      |                      |                      |                      |                      |                      |                      |                      |                      |                      |                      |                      |                      |         |
| 14                   |                      |                      |                      |                      |                      |                      |                      |                      |                      |                      |                      |                      |                      |                      |                      |                      |                      |                      |                      |                      |                      |                      |                      |                      |                      |                      |                      |                      |                      |                      |                      |                      |                      |                      |                      |                      |                      |                      |                      |                      |                      |                      |                      |                      |                      |                      |                      |                      |                      |         |
| 15                   | Tian                 | Tian                 | Tian                 | Tian                 | Tian                 | Tian                 | Tian                 | Tian                 | Tian                 |                      |                      |                      |                      |                      |                      |                      |                      |                      |                      |                      |                      |                      |                      |                      |                      |                      |                      |                      |                      |                      |                      |                      |                      |                      |                      |                      |                      |                      |                      |                      |                      |                      |                      |                      |                      |                      |                      |                      |                      |         |
| 16                   |                      |                      |                      |                      |                      |                      |                      |                      |                      |                      |                      |                      |                      |                      |                      |                      |                      |                      |                      |                      |                      |                      |                      |                      |                      |                      |                      |                      |                      |                      |                      |                      |                      |                      |                      |                      |                      |                      |                      |                      |                      |                      |                      |                      |                      |                      |                      |                      |                      |         |
| 17                   |                      |                      |                      |                      |                      |                      |                      |                      |                      | Julián               | Julián               | Julián               | Julián               | Julián               | Julián               | Julián               | Julián               | Julián               |                      |                      |                      |                      |                      |                      |                      |                      |                      |                      |                      |                      |                      |                      |                      |                      |                      |                      |                      |                      |                      |                      |                      |                      |                      |                      |                      |                      |                      |                      |                      |         |

| Desafío Final | Desafío Final | Desafío Final | Desafío Final | Desafío Final | Desafío Final | Desafío Final | Desafío Final | Desafío Final | Desafío Final | Desafío Final | Desafío Final | Desafío Final | Desafío Final | Desafío Final | Desafío Final | Desafío Final | Desafío Final  | Desafío Final  | Desafío Final  | Desafío Final  | Desafío Final  | Desafío Final  | Desafío Final  | Desafío Final  | Desafío Final | Desafío Final | Desafío Final | Desafío Final | Desafío Final | Desafío Final | Desafío Final | Desafío Final | Desafío Final | Desafío Final | Desafío Final | Desafío Final | Desafío Final | Desafío Final | Desafío Final | Desafío Final | Desafío Final | Desafío Final | Desafío Final | Desafío Final | Desafío Final | Desafío Final | Desafío Final | Desafío Final | Desafío Final |         |
| Etapa 1       | Etapa 1       | Etapa 1       | Etapa 1       | Etapa 1       | Etapa 1       | Etapa 1       | Etapa 1       | Etapa 1       | Etapa 1       | Etapa 1       | Etapa 1       | Etapa 1       | Etapa 1       | Etapa 1       | Etapa 1       | Etapa 1       | Etapa 1        | Etapa 1        | Etapa 1        | Etapa 1        | Etapa 1        | Etapa 1        | Etapa 1        | Etapa 1        | Etapa 1       | Etapa 1       | Etapa 1       | Etapa 1       | Etapa 1       | Etapa 1       | Etapa 1       | Etapa 1       | Etapa 1       | Etapa 1       | Etapa 1       | Etapa 1       | Etapa 1       | Etapa 1       | Etapa 1       | Etapa 1       | Etapa 1       | Etapa 1       | Etapa 1       | Etapa 1       | Etapa 1       | Etapa 1       | Etapa 1       | Etapa 1       | Etapa 1       |         |
| Semana        |               |               |               |               |               |               |               |               |               |               |               |               |               |               |               |               |                |                |                |                |                |                |                |                |               |               |               |               |               |               |               |               |               |               |               |               |               |               |               |               |               |               |               |               |               |               |               |               |               |         |
| Semana        | Equipos       | Equipos       | Equipos       | Equipos       | Equipos       | Equipos       | Equipos       | Equipos       | Equipos       | Equipos       | Equipos       | Equipos       | Equipos       | Equipos       | Equipos       | Equipos       | Equipos        | Equipos        | Equipos        | Equipos        | Equipos        | Equipos        | Equipos        | Equipos        | Equipos       | Equipos       | Equipos       | Equipos       | Equipos       | Equipos       | Equipos       | Equipos       | Equipos       | Equipos       | Equipos       | Equipos       | Equipos       | Equipos       | Equipos       | Equipos       | Equipos       | Equipos       | Equipos       | Equipos       | Equipos       | Equipos       | Equipos       | Equipos       | Equipos       | Equipos |
| ------------- | ------------- | ------------- | ------------- | ------------- | ------------- | ------------- | ------------- | ------------- | ------------- | ------------- | ------------- | ------------- | ------------- | ------------- | ------------- | ------------- | -------------- | -------------- | -------------- | -------------- | -------------- | -------------- | -------------- | -------------- | ------------- | ------------- | ------------- | ------------- | ------------- | ------------- | ------------- | ------------- | ------------- | ------------- | ------------- | ------------- | ------------- | ------------- | ------------- | ------------- | ------------- | ------------- | ------------- | ------------- | ------------- | ------------- | ------------- | ------------- | ------------- | ------- |
| Semana        | Antioqueños   | Antioqueños   | Antioqueños   | Antioqueños   | Cachacos      | Cachacos      | Cachacos      | Cachacos      | Cafeteros     | Cafeteros     | Cafeteros     | Cafeteros     | Costeños      | Costeños      | Costeños      | Costeños      | Santandereanos | Santandereanos | Santandereanos | Santandereanos | Vallecaucanos  | Vallecaucanos  | Vallecaucanos  | Vallecaucanos  |               |               |               |               |               |               |               |               |               |               |               |               |               |               |               |               |               |               |               |               |               |               |               |               |               |         |
| 1             |               |               |               |               | No participan | No participan | No participan | No participan |               |               |               |               | No participan | No participan | No participan | No participan |                |                |                |                | No participan  | No participan  | No participan  | No participan  | No participan |               |               |               |               |               |               |               |               |               |               |               |               |               |               |               |               |               |               |               |               |               |               |               |               |         |
| 2             | Paola         | Paola         | Paola         | Paola         | No participan | No participan | No participan | No participan |               |               |               |               | No participan | No participan | No participan | No participan | Valentina      | Valentina      | Valentina      | Valentina      | No participan  | No participan  | No participan  | No participan  |               |               |               |               |               |               |               |               |               |               |               |               |               |               |               |               |               |               |               |               |               |               |               |               |               |         |
| 3             |               |               |               |               | No participan | No participan | No participan | No participan | No participan | No participan | No participan | No participan | No participan | No participan | No participan | No participan |                |                |                |                |                |                |                |                |               |               |               |               |               |               |               |               |               |               |               |               |               |               |               |               |               |               |               |               |               |               |               |               |               |         |
| Etapa 2       |               |               |               |               |               |               |               |               |               |               |               |               |               |               |               |               |                |                |                |                |                |                |                |                |               |               |               |               |               |               |               |               |               |               |               |               |               |               |               |               |               |               |               |               |               |               |               |               |               |         |
| Semana        | Antioqueños   | Antioqueños   | Antioqueños   | Antioqueños   | Antioqueños   | Cachacos      | Cachacos      | Cachacos      | Cachacos      | Cachacos      | Cafeteros     | Cafeteros     | Cafeteros     | Cafeteros     | Cafeteros     | Costeños      | Costeños       | Costeños       | Costeños       | Costeños       | Vallecaucanos  | Vallecaucanos  | Vallecaucanos  | Vallecaucanos  | Vallecaucanos |               |               |               |               |               |               |               |               |               |               |               |               |               |               |               |               |               |               |               |               |               |               |               |               |         |
| 4             | No participan | No participan | No participan | No participan | No participan |               |               |               |               |               | No participan | No participan | No participan | No participan | No participan |               |                |                |                |                |                |                |                |                |               |               |               |               |               |               |               |               |               |               |               |               |               |               |               |               |               |               |               |               |               |               |               |               |               |         |
| 5             | Paola         | Paola         | Paola         | Paola         | Paola         | No participan | No participan | No participan | No participan | No participan |               |               |               |               |               | No participan | No participan  | No participan  | No participan  | No participan  | Angélik        | Angélik        | Angélik        | Angélik        | Angélik       |               |               |               |               |               |               |               |               |               |               |               |               |               |               |               |               |               |               |               |               |               |               |               |               |         |
| 6             | María Clara   | María Clara   | María Clara   | María Clara   | María Clara   | No participan | No participan | No participan | No participan | No participan |               |               |               |               |               | No participan | No participan  | No participan  | No participan  | No participan  |                |                |                |                |               |               |               |               |               |               |               |               |               |               |               |               |               |               |               |               |               |               |               |               |               |               |               |               |               |         |
| Etapa 3       |               |               |               |               |               |               |               |               |               |               |               |               |               |               |               |               |                |                |                |                |                |                |                |                |               |               |               |               |               |               |               |               |               |               |               |               |               |               |               |               |               |               |               |               |               |               |               |               |               |         |
| Semana        | Antioqueños   | Antioqueños   | Antioqueños   | Antioqueños   | Antioqueños   | Antioqueños   | Cachacos      | Cachacos      | Cachacos      | Cachacos      | Cachacos      | Cachacos      | Cafeteros     | Cafeteros     | Cafeteros     | Cafeteros     | Cafeteros      | Cafeteros      | Vallecaucanos  | Vallecaucanos  | Vallecaucanos  | Vallecaucanos  | Vallecaucanos  | Vallecaucanos  |               |               |               |               |               |               |               |               |               |               |               |               |               |               |               |               |               |               |               |               |               |               |               |               |               |         |
| 7             | Paola         | Paola         | Paola         | Paola         | Paola         | Paola         | No participan | No participan | No participan | No participan | No participan | No participan |               |               |               |               |                |                | Karen          | Karen          | Karen          | Karen          | Karen          | Karen          |               |               |               |               |               |               |               |               |               |               |               |               |               |               |               |               |               |               |               |               |               |               |               |               |               |         |
| 8             |               |               |               |               |               |               | No participan | No participan | No participan | No participan | No participan | No participan |               |               |               |               |                |                | Cheli          | Cheli          | Cheli          | Cheli          | Cheli          | Cheli          |               |               |               |               |               |               |               |               |               |               |               |               |               |               |               |               |               |               |               |               |               |               |               |               |               |         |
| 9             |               |               |               |               |               |               | Milena        | Milena        | Milena        | Milena        | Milena        | Milena        | No participan | No participan | No participan | No participan | No participan  | No participan  | Makina y Karen | Makina y Karen | Makina y Karen | Makina y Karen | Makina y Karen | Makina y Karen |               |               |               |               |               |               |               |               |               |               |               |               |               |               |               |               |               |               |               |               |               |               |               |               |               |         |
| 9             | Ninja         |               |               |               |               |               |               |               |               |               |               |               | No participan | No participan | No participan | No participan | No participan  | No participan  | Makina y Karen | Makina y Karen | Makina y Karen | Makina y Karen | Makina y Karen | Makina y Karen |               |               |               |               |               |               |               |               |               |               |               |               |               |               |               |               |               |               |               |               |               |               |               |               |               |         |

     Es eximido para igualar el número de participantes en un equipo.
     No es seleccionado para representar al equipo en la prueba.
     No compite por accidente o enfermedad.

## Audiencia
| Registro del Índice de audiencia | Registro del Índice de audiencia                  | Registro del Índice de audiencia | Registro del Índice de audiencia | Registro del Índice de audiencia |
| Fecha                            | Descripción                                       | Índice de audiencia Personas     | Posición                         |                                  |
| -------------------------------- | ------------------------------------------------- | -------------------------------- | -------------------------------- | -------------------------------- |
| 5/07/2016                        | Desafío Territorial                               | 12.9                             | Primero                          |                                  |
| 6/07/2016                        | Desafío de Salvación                              | 11.3                             | Primero                          |                                  |
| 7/07/2016                        | Desafío Final                                     | 11.8                             | Segundo                          |                                  |
| 8/07/2016                        | Desafío a Muerte                                  | 9.7                              | Segundo                          |                                  |
| 11/07/2016                       | Desafío Territorial y Desafío de Salvación        | 11.5                             | Primero                          |                                  |
| 12/07/2016                       | Continuación Desafío de Salvación y Desafío Final | 10.3                             | Segundo                          |                                  |
| 13/07/2016                       | Desafío a Muerte                                  | 8.8                              | Segundo                          |                                  |
| 14/07/2016                       | Desafío Territorial                               | 9.6                              | Segundo                          |                                  |
| 15/07/2016                       | Desafío de Salvación                              | 9.3                              | Segundo                          |                                  |
| 18/07/2016                       | Desafío Final                                     | 10.7                             | Segundo                          |                                  |
| 19/07/2016                       | Desafío a Muerte                                  | 9.9                              | Segundo                          |                                  |
| 22/07/2016                       | Desafío de Capitanes                              | 11.2                             | Segundo                          |                                  |
| 25/07/2016                       | Desafío Territorial                               | 11.3                             | Segundo                          |                                  |
| 26/07/2016                       | Desafío de Salvación                              | 11.5                             | Segundo                          |                                  |
| 27/07/2016                       | Desafío Final                                     | 8.8                              | Primero                          |                                  |
| 28/07/2016                       | Desafío a Muerte                                  | 10.3                             | Tercero                          |                                  |
| 29/07/2016                       | Desafío Territorial                               | 9.9                              | Segundo                          |                                  |
| 1/08/2016                        | Desafío de Salvación y Desafío Final              | 11.9                             | Segundo                          |                                  |
| 2/08/2016                        | Desafío a Muerte y Desafío Territorial            | 13.4                             | Primero                          |                                  |
| 3/08/2016                        | Desafío de Salvación                              | 12.2                             | Segundo                          |                                  |
| 4/08/2016                        | Desafío Final                                     | 11.9                             | Segundo                          |                                  |
| 8/08/2016                        | Desafío a Muerte                                  | 12.9                             | Primero                          |                                  |
| 9/08/2016                        | Desafío de Capitanes                              | 11.2                             | Primero                          |                                  |
| 10/08/2016                       | Desafío Territorial                               | 11.7                             | Primero                          |                                  |
| 11/08/2016                       | Desafío de Salvación                              | 11.4                             | Segundo                          |                                  |
| 12/08/2016                       | Desafío de Final                                  | 10.5                             | Segundo                          |                                  |
| 16/08/2016                       | Desafío a Muerte                                  | 11.9                             | Segundo                          |                                  |
| 17/08/2016                       | Desafío Territorial                               | 11.4                             | Primero                          |                                  |
| 18/08/2016                       | Desafío de Salvación                              | 10.7                             | Segundo                          |                                  |
| 19/08/2016                       | Desafío Final                                     | 10.7                             | Segundo                          |                                  |
| 22/08/2016                       | Desafío a Muerte                                  | 11.9                             | Primero                          |                                  |
| 23/08/2016                       | Desafío Territorial                               | 11.5                             | Primero                          |                                  |
| 24/08/2016                       | Desafío de Salvación                              | 12.2                             | Primero                          |                                  |
| 25/08/2016                       | Desafío Final                                     | 11.6                             | Primero                          |                                  |
| 26/08/2016                       | Desafío a Muerte                                  | 11.8                             | Primero                          |                                  |
| 29/08/2016                       | Desafío de Capitanes                              | 12.2                             | Primero                          |                                  |
| 30/08/2016                       | Desafío Territorial y Desafío de Salvación        | 11.2                             | Segundo                          |                                  |
| 31/08/2016                       | Desafío a Muerte y Desafío Territorial            | 11.5                             | Segundo                          |                                  |
| 1/09/2016                        | Desafío de Salvación                              | 12.5                             | Segundo                          |                                  |
| 2/09/2016                        | Desafío a Muerte                                  | Sin especificar.                 | Pendiente                        |                                  |
| 5/09/2016                        | Desafío Territorial                               | 12.6                             | Segundo                          |                                  |
| 7/09/2016                        | Desafío de Salvación                              | 10.5                             | Segundo                          |                                  |
| 8/09/2016                        | Desafío a Muerte                                  | 10.6                             | Segundo                          |                                  |
| 9/09/2016                        | Desafío Territorial                               | 11.9                             | Segundo                          |                                  |
| 12/09/2016                       | Desafío de Salvación                              | 12.4                             | Segundo                          |                                  |
| 13/09/2016                       | Desafío a Muerte                                  | 12.5                             | Segundo                          |                                  |
| 14/09/2016                       | Desafío de Capitanes                              | 11.2                             | Segundo                          |                                  |
| 15/09/2016                       | Desafío Territorial                               | 10.3                             | Segundo                          |                                  |
| 16/09/2016                       | Desafío de Salvación                              | 11.4                             | Segundo                          |                                  |
| 19/09/2016                       | Desafío a Muerte                                  | 11.7                             | Primero                          |                                  |
| 20/09/2016                       | Desafío Territorial                               | 11.4                             | Segundo                          |                                  |
| 21/09/2016                       | Desafío de Salvación                              | 11.2                             | Segundo                          |                                  |
| 22/09/2016                       | Desafío a Muerte                                  | 11.5                             | Primero                          |                                  |
| 23/09/2016                       | Desafío Territorial                               | 11.1                             | Primero                          |                                  |
| 26/09/2016                       | Desafío de Salvación                              | 12.1                             | Primero                          |                                  |
| 27/09/2016                       | Desafío a Muerte                                  | 12.5                             | Primero                          |                                  |
| 28/09/2016                       | Desafío Territorial                               | 12.5                             | Primero                          |                                  |
| 29/09/2016                       | Desafío de Salvación                              | 12.0                             | Primero                          |                                  |
| 30/09/2016                       | Desafío a Muerte                                  | 11.5                             | Segundo                          |                                  |
| 3/10/2016                        | Desafío del Hambre                                | 12.6                             | Primero                          |                                  |
| 4/10/2016                        | Desafío de Salvación                              | 12.3                             | Primero                          |                                  |
| 5/10/2016                        | Desafío a Muerte                                  | 11.3                             | Tercero                          |                                  |
| 6/10/2016                        | Desafío del Hambre                                | 16.3                             | Segundo                          |                                  |
| 7/10/2016                        | Desafío de Salvación                              | 11.7                             | Primero                          |                                  |
| 25/10/2016                       | Final                                             | 13.3                             | Primero                          |                                  |

     Emisión más vista
     Emisión menos vista